# Tō
Tō (塔) is een Japanse pagode. Pagoden worden tō (letterlijk: pagode, toren), soms buttō (仏塔, letterlijk: boeddhistische pagode), tōba (塔婆, letterlijk: pagode), sotōba (卒都婆, 卒塔婆, ソトバ) of tasōtō (多層塔, pagode met veel verdiepingen) genoemd. Sotōba is het van stūpa afgeleide Japanse woord voor "pagode". Tō betekent zowel pagode als toren, wat samenhangt met de smalle en hoge vorm van veel typen pagodes.
Oorspronkelijk is de stoepa of pagode afkomstig uit India. Een stoepa is een plaats voor het bewaren van de as van de Shaka (Boeddha, 釈迦), oorspronkelijk in een eenvoudige aarden heuvel. Tijdens de verspreiding van het boeddhisme in Centraal-Azië werd de terp kleiner, en bovenop voorzien van een pinakel (sōrin, 相輪). Daarbij werd de stoepa hoger in verhouding tot de basis. Nadat het boeddhisme China bereikte, werd de invloed van de Chinese wachttoren gecombineerd met de Centraal-Aziatische stoepa om een hoge, gelaagde structuur met verdiepingen te vormen. Vanuit China verspreidde het zich naar Korea en daar vandaan naar Japan. De Japanse pagodes zijn historisch afgeleid van de Chinese pagode, die zelf weer afgeleid zijn van de Indiase stoepa. Met de introductie van esoterische boeddhistische sekten werd de tahōtō, een 2 etages tellende pagode, populair terwijl de pagode als berging voor de as of relikwieën van de Boeddha geleidelijk aan belang verloor. Terwijl nieuwe sekten en nieuwe doctrines zich verspreidden, werd de pagode verplaatst uit het centrale gedeelte van de tempel.
Net als de stoepa werden pagodes oorspronkelijk gebruikt als reliekschrijnen, maar in veel gevallen verloren ze deze functie. Pagoden zijn typisch boeddhistisch, en een belangrijk onderdeel van Japanse boeddhistische tempelcomplexen, maar omdat tot de scheidingwet van 1868 een Shinto-heiligdom (schrijn) normaal ook een boeddhistische tempel was en omgekeerd, zijn pagodes ook niet zeldzaam bij Shinto-heiligdommen. Het beroemde Itsukushima-schrijn heeft er bijvoorbeeld een.
Na de Meiji-restauratie betekende het woord tō, ooit uitsluitend in een religieuze context gebruikt, ook "toren" in de westerse zin, zoals bijvoorbeeld in de Eiffeltoren (エッフェル塔, Efferu-tō).
Sotōba is een algemene naam voor elk type houten of stenen, van miniatuur klein (zoals hyakumantō) tot grote pagode of stoepa. Een stoepa is oorspronkelijk de bergplaats voor relieken afkomstig van Boeddha of zaken die daarnaar verwijzen. Sotōba wordt vaak ingekort tot sotō, tōba of tō, wat ook weer als achtervoegsel bij de namen van verschillende typen pagodes wordt gebruikt. Voorbeeld: kasatōba, waarin kasa betekent: paraplu of dak. De naam sotōba wordt ook in algemeen gebruikt specifiek voor een houten grafgift in de vorm van een lange houten plank: itatōba of hiratōba. Veel van de pagodes zijn kuyōtō (供養塔), dat wil zeggen pagodes of monumenten ter nagedachtenis aan personen of gebeurtenissen, en kunnen voorzien zijn van Sanskriet karakters en/of reliëfs, andere zijn een onderdeel van een boeddhistische tempel of van een Shinto-heiligdom.
Van de vele vormen van de Japanse pagode zijn sommige gebouwd in hout en staan ze gezamenlijk bekend als mokutō (木塔, letterlijk: houten pagoda), maar de meeste zijn de uit steen gehouwen sekitō (石塔, letterlijk: stenen pagode). Sommige typen Japanse pagodes zijn er zowel van steen als van hout.
Mokutō (木塔) is de algemene naam voor houten pagodes. Hiertoe behoren onder andere pagodes van het type sotōba (卒塔婆), 'tahōtō (多宝塔), sōtō (層塔), sanjū-no-tō (三重塔), gojū-no-tō (五重塔). Houten pagodes hebben een toegankelijk interieur en zijn grote gebouwen met twee etages, zoals de tahōtō (多宝塔, letterlijk: Tahō-pagode) of een oneven aantal etages. Bestaande houten pagoden met meer dan twee etages hebben bijna altijd drie etages en worden daarom sanjū-no-tō (三重塔, letterlijk: drie etages tellende pagode) genoemd, of ze hebben vijf etages en worden gojū-no-tō genoemd (五重塔, letterlijk: vijf etages tellende pagode).
Stenen pagodes worden generiek sekitō (石塔) genoemd. Ze zijn massief en fungeren als een soort monument. Ze zijn bijna altijd klein, meestal ruim onder de 3 meter hoogte, en bieden in de regel geen toegankelijke ruimte. Als ze meer dan één etage of lagen hebben, worden pagoden tasōtō (多層塔) of tajūtō (多重塔) genoemd, wat letterlijk betekent: pagode met meerdere lagen. Een voorbeeld van een stenen pagode met meerdere etages is de gorintō (pagode van vijf delen), die als basisvorm wordt beschouwd voor veel andere pagodes.
De grootte en oppervlakte van een pagode wordt gemeten in ken, waarbij een ken het interval is tussen twee pijlers van een gebouw in traditionele stijl. Een tahōtō kan bijvoorbeeld 5×5 ken of 3×3 ken zijn. Het woord ken wordt beter begrepen als een indicatie van verhoudingen dan als een maateenheid.

## Geschiedenis

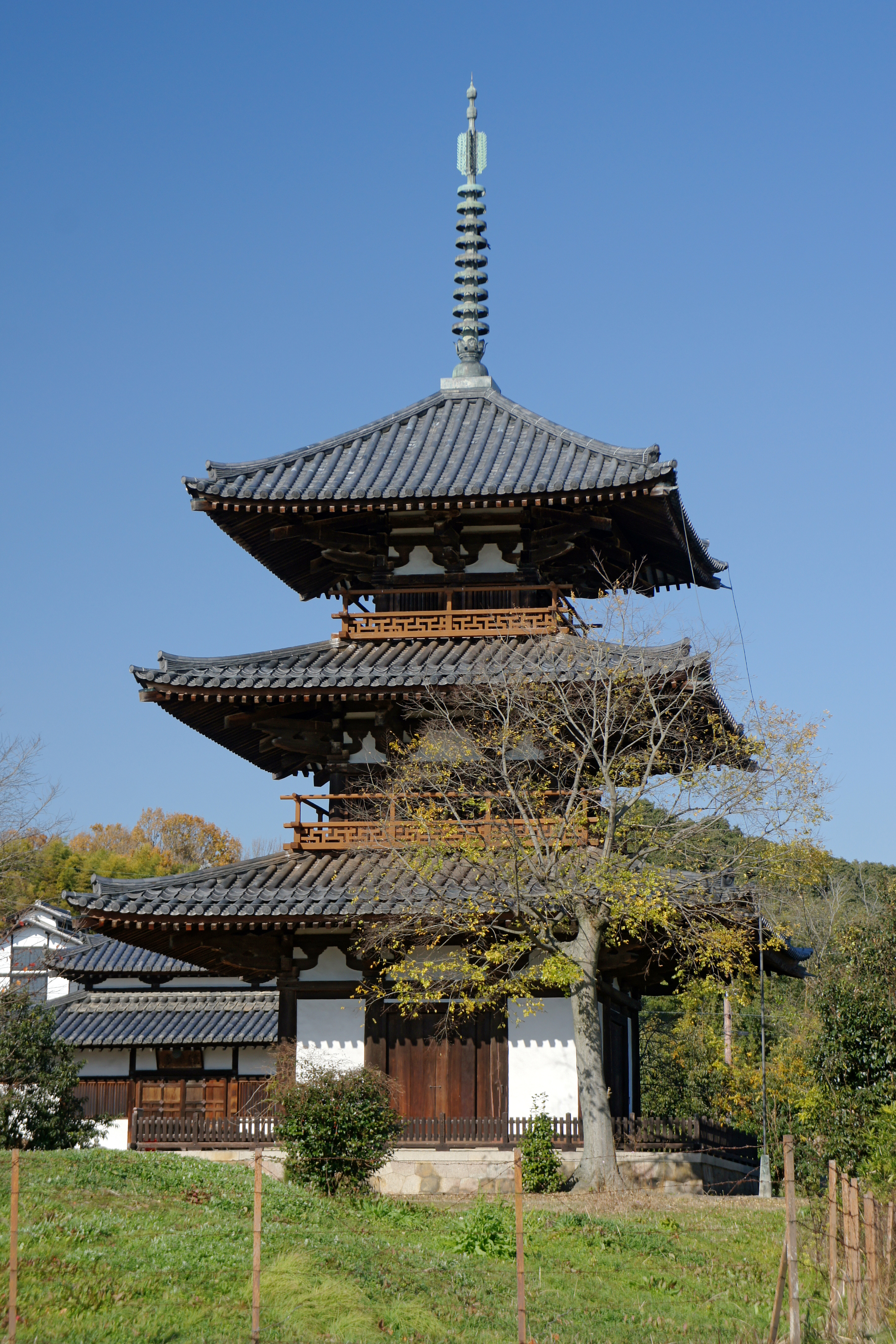
Japans oudste pagode met drie etages te Hokki-ji, Ikaruga, prefectuur Nara, gebouwd in 706 AD.

De stoepa was oorspronkelijk een eenvoudige heuvel met de as van de Boeddha, die in de loop van de tijd uitgebreider werd, terwijl de pinakel of kruisbloem proportioneel groter werd. Na het bereiken van China ontmoette de stoepa de Chinese wachttoren en ontwikkelde zich tot de pagode met een oneven aantal verdiepingen. Het gebruik ervan verspreidde zich vervolgens naar Korea en vandaar naar Japan.
Na zijn aankomst in Japan in de 6e eeuw, samen met het boeddhisme, werd de pagode een van de middelpunten van de vroege Japanse garan. Shichidō garan, korter: garan is een Japanse boeddhistische term die de zeven zalen aangeeft die de ideale samenstelling van een boeddhistische tempel vormen. Dit samengestelde woord bestaat uit het woord shichidō (七堂), wat letterlijk "zeven zalen" betekent, en garan (伽藍), wat "tempel" betekent. Naar welke zeven zalen de term verwijst, varieert, en er wordt ook op gewezen dat 七堂 mogelijk een verkeerde interpretatie is van shitsudō (悉堂), wat een complete tempel betekent. In de praktijk betekent shichidō garan vaak eenvoudig een grote tempel met veel gebouwen. In Japan evolueerde de pagode in vorm, grootte en functie en verloor uiteindelijk zijn oorspronkelijke rol als reliekschrijn. Het werd ook heel frequent voorkomend, terwijl het op het Aziatische continent zeldzaam is.
Met het ontstaan van nieuwe sekten in latere eeuwen verloor de pagode aan belang en werd daardoor verbannen naar de marge van de garan. Tempels van de Jōdo-sekten hebben zelden een pagode. Tijdens de Kamakuraperiode arriveerde de Zen-sekte (禅) in Japan en hun tempels bevatten normaal gesproken geen pagode.
Pagodes waren oorspronkelijk reliekschrijnen en bevatten geen afbeeldingen van heiligen, maar in Japan bevatten ze vele. De vijf etages tellende pagode van Hōryū-ji bevat beelden van verschillende goden. Om het openen van een kamer op de begane grond mogelijk te maken en daardoor bruikbare ruimte te creëren, werd de centrale schacht van de pagode, die oorspronkelijk de grond bereikte, ingekort tot de bovenste etages, waar deze rustte op ondersteunende balken. In die kamer zijn beelden geplaatst van de belangrijkste erediensten van de tempel. Binnen Shingon-pagoden kunnen er schilderijen zijn van goden die Shingon Hasso (真言八祖) worden genoemd; op het plafond en op de centrale schacht kunnen decoraties en schilderijen zijn.

### Evolutie van het ontwerp en structuur
De rand van het dak van een pagode vormt een rechte lijn, waarbij elke volgende rand korter is dan de andere. Hoe meer verschil in lengte (een parameter in het Japans teigen (減, geleidelijke verkleining) genoemd) tussen etages, hoe steviger en veiliger de pagode lijkt te zijn. Zowel teigen als de pinakel zijn groter in oudere pagodes, waardoor ze een gevoel van stevigheid krijgen. Omgekeerd zijn recente pagodes steiler en hebben ze kortere kruisknoppen, waardoor slankere silhouetten ontstaan.
Vanuit structureel oogpunt hadden oude pagoden een stenen basis (心礎, shinso) waarboven de hoofdzuil (柱, shinbashira) is geplaatst. Eromheen zijn de steunpilaren van de eerste verdieping geplaatst, vervolgens de balken die de dakrand ondersteunen enzovoort. De andere etages zouden over de voltooide worden gebouwd en bovenop de hoofdpilaar zou eindelijk de pinakel worden ingevoegd. In latere tijdperken werden alle ondersteunende constructies in één keer opgetrokken en later waren het vaste delen met een meer cosmetische functie.
Vroege pagodes hadden een centrale pilaar die diep in de grond doordrong. Met de evolutie van architecturale technieken werd het eerst op een grondsteen op de grond gelegd, daarna werd het ingekort en op balken op de tweede verdieping gelegd om een kamer te openen.
De rol van pagodes was binnen de tempel geleidelijk afgenomen, terwijl ze werden functioneel vervangen door hoofdhallen (kondō). Oorspronkelijk waren ze het middelpunt van de Shingon en Tendai-garan, later werden ze naar de randen verplaatst en uiteindelijk verlaten, met name door de Zen-sekten, de laatste die in Japan verscheen.

### Verlies van belang van de pagode binnen de garan

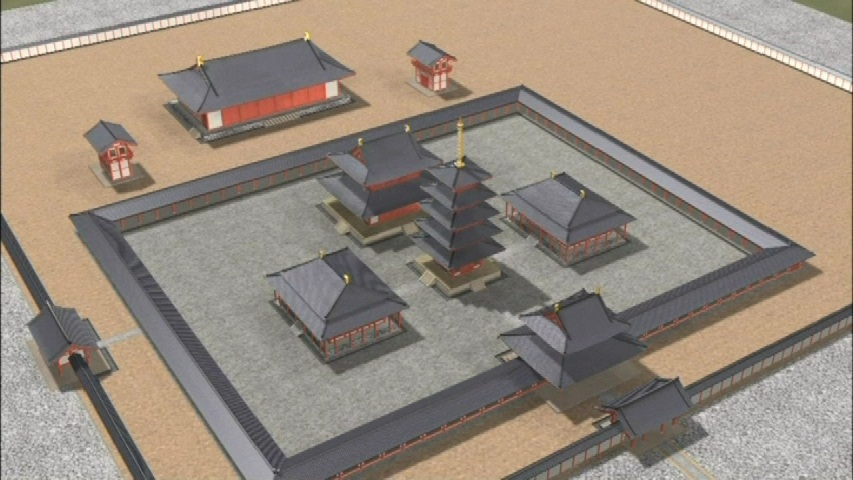
Een reconstructie van de oorspronkelijke lay-out van Asuka-dera met een pagode in het midden

Vanwege de relikwieën die ze bevatten, waren houten pagodes vroeger het middelpunt van de garan, de zeven gebouwen die onmisbaar werden geacht voor een tempel. Ze verloren geleidelijk aan belang en werden vervangen door de kondō (gouden zaal), vanwege de magische krachten die vermoedelijk in de afbeeldingen van het gebouw lagen.
Dit statusverlies was zo volledig dat Zen-scholen, die laat vanuit China in Japan aankwamen, normaal gesproken geen pagode in hun garan hebben. De lay-out van vier vroege tempels illustreert deze trend duidelijk: ze zijn in chronologische volgorde Asuka-dera, Shitennō-ji, Hōryū-ji en Yakushi-ji. In de eerste plaats bevond de pagode zich in het midden van de garan, omringd door drie kleine kondō (zie de reconstructie van de oorspronkelijke lay-out van de tempel). In de tweede staat een enkele kondō in het midden van de tempel en de pagode ligt ervoor. Bij Hōryū-ji staan ze naast elkaar. Yakushi-ji heeft een enkele, grote kondō in het midden met twee pagodes aan de zijkanten. Dezelfde evolutie is waar te nemen in boeddhistische tempels in China.
1. Asuka-dera (飛鳥寺, ook bekend als Hōkō-ji, 法興寺) In de eerste was de pagode in het centrum van de garan, omringd door drie kleine kondō.
2. Shitennō-ji (四天王寺; ook Arahaka-ji, Nanba-ji, or Mitsu-ji). In de tweede bevindt zich een enkele kondō in het midden van de tempel en de pagode ligt ervoor.
3. Hōryū-ji (法隆寺). Bij Hōryū-ji staan de hoofdhal (kondō/hondō) en de pagode (tō) naast elkaar.
4. Yakushi-ji (薬師寺). Yakushi-ji heeft een enkele, grote kondō in het midden van twee pagodes aan de zijkanten.

| Asuka-dera | Shitenno-ji | Horyu-ji | Yakushi-ji |
| --- | --- | -------- | ---------- |
| | |          |            |
| | \| A Centrale tempel met: a Nakamon (hoofdpoort), b Goto (pagode), c Kondo/Hondō (hoofdhal), d Kōdō (studiezaal) \| |          |            |
| A Centrale tempel met: a Nakamon (hoofdpoort), b Goto (pagode), c Kondo/Hondō (hoofdhal), d Kōdō (studiezaal) | |          |            |

## Variatie bij Japanse pagodes
Tō (塔) wordt ook sotōba (卒都婆, 卒塔婆, ソトバ), tōba (塔婆) of tasōtō (多層塔, veel gelaagde pagode) genoemd. Tō betekent zowel pagode als toren, wat samenhangt met de smalle en hoge vorm van veel typen Japanse pagodes.
Sōtōba is het van stūpa afgeleide Japanse woord voor "pagode". Sotōba is een algemene naam voor elk type houten of stenen, van miniatuur klein (zoals hyakumantō) tot grote pagode of stoepa. Een stoepa is oorspronkelijk de bergplaats voor relieken afkomstig van Boeddha of zaken die daarnaar verwijzen. Sotōba wordt vaak ingekort tot sotō, tōba of tō, wat ook weer als achtervoegsel bij verschillende typen pagodes wordt gebruikt. Voorbeeld: kasatōba, waarin kasa betekent: paraplu of dak. De naam sotōba wordt ook in algemeen gebruikt specifiek voor een houten grafgift in de vorm van een lange houten plank: itatōba of hiratōba.
Sommige typen Japanse pagodes en stoepa's zijn er zowel van steen (sekitō) als van hout(mokutō). Veel van de pagodes zijn kuyōtō (供養塔), dat wil zeggen pagodes of monumenten ter nagedachtenis aan personen of gebeurtenissen en kunnen voorzien zijn van Sanskriet inscripties en/of reliëfs, andere zijn een onderdeel van een boeddhistische tempel of van een Shinto-heiligdom. Stenen pagodes worden generiek sekitō (石塔) genoemd. Onder sekitō vallen stenen pagodes met meerdere verdiepingen of etages, zoals de pagode van vijf delen (gorintō), die als basisvorm wordt beschouwd voor veel andere pagodes. Mokutō (木塔) is de algemene naam voor houten pagodes. Hiertoe behoren onder andere pagodes van het type sotōba (卒塔婆), 'tahōtō (多宝塔), sōtō (層塔), sanjū-no-tō (三重塔), gojū-no-tō (五重塔).

Tō, sotōba, tōba - variatie bij Japanse pagodes
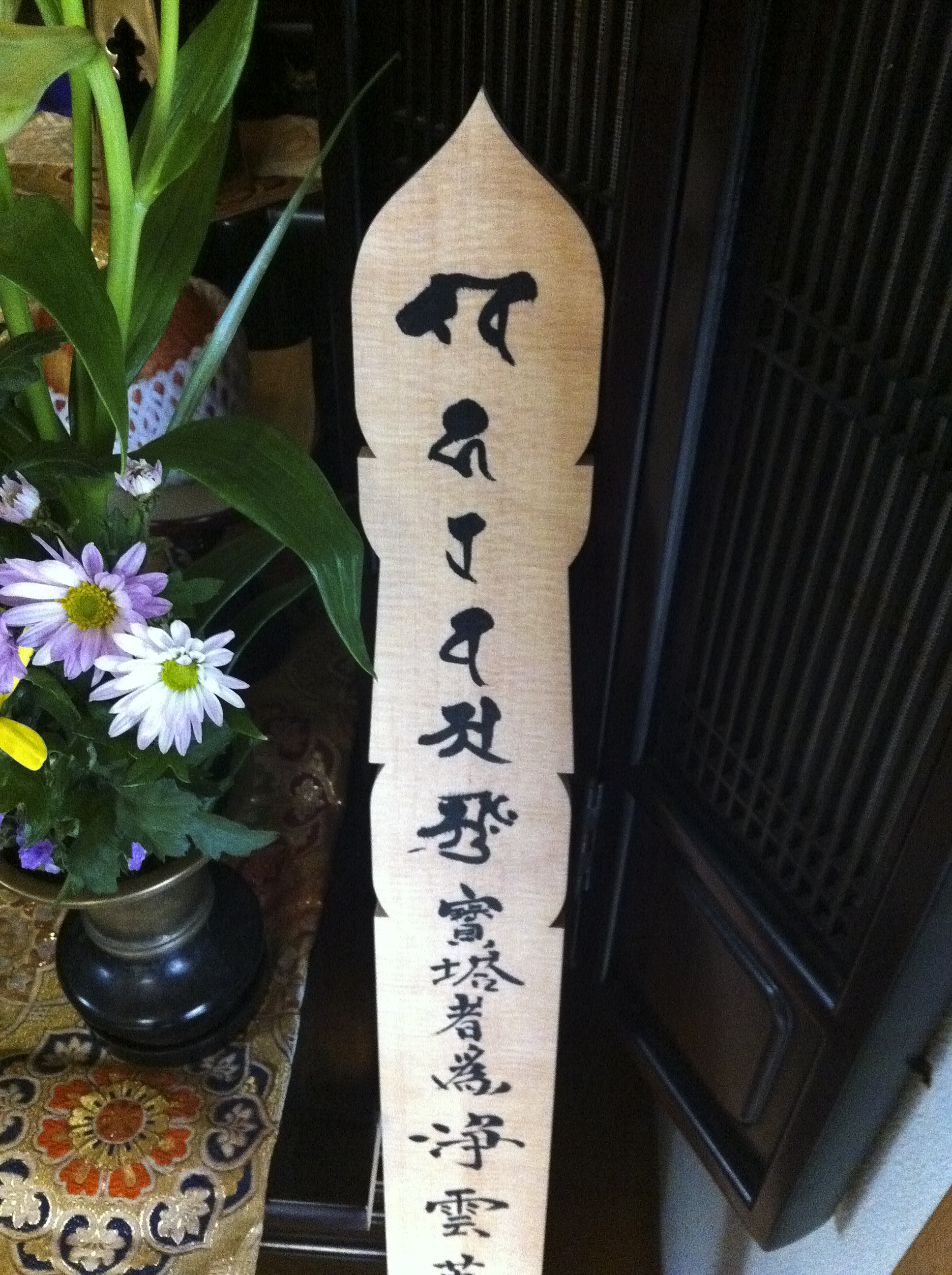
Sotōba, type itabō, hiratōba of bantōba (houten pagode)
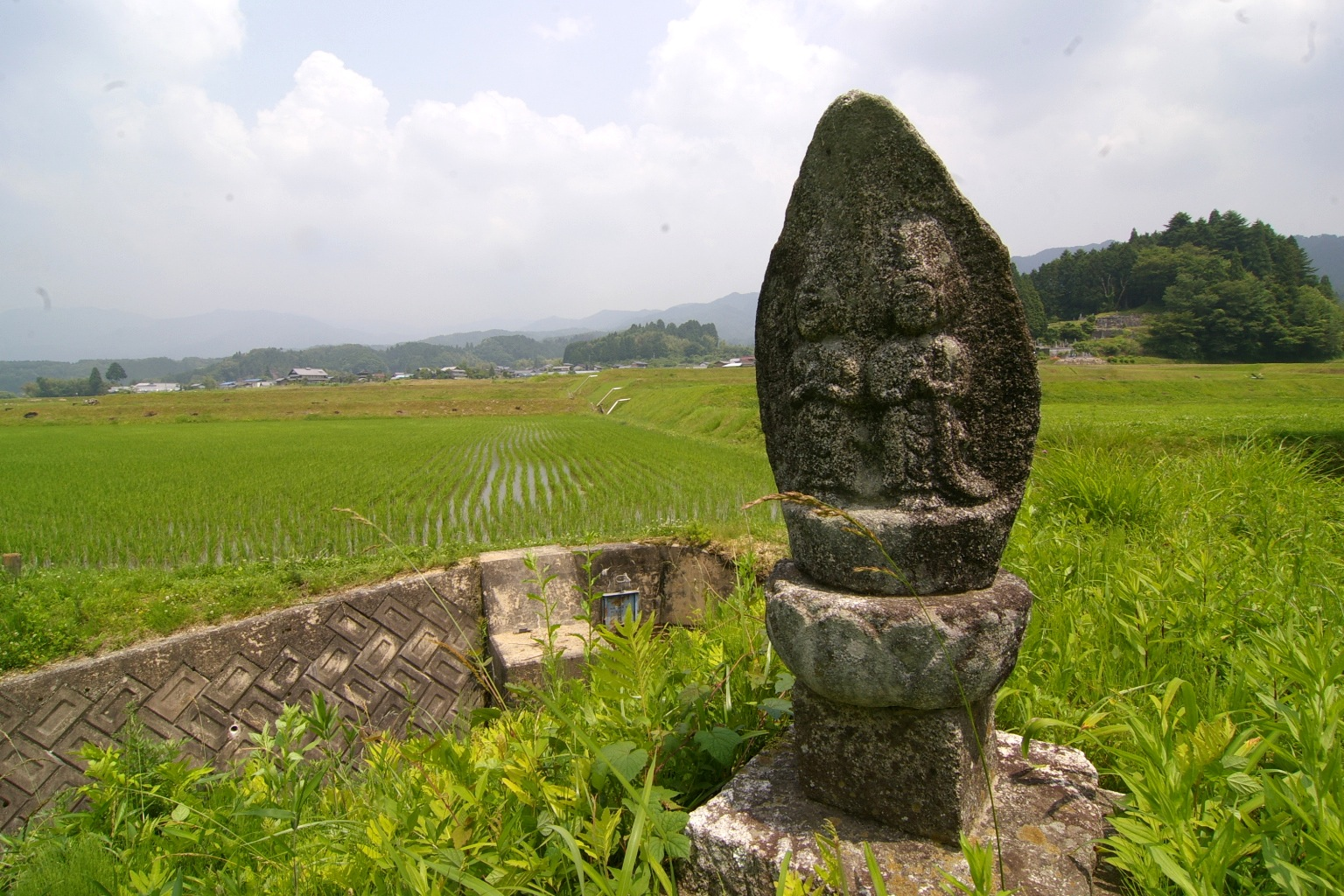
Iwamura grafmonument te Agi Nakatsugawa, Gifu
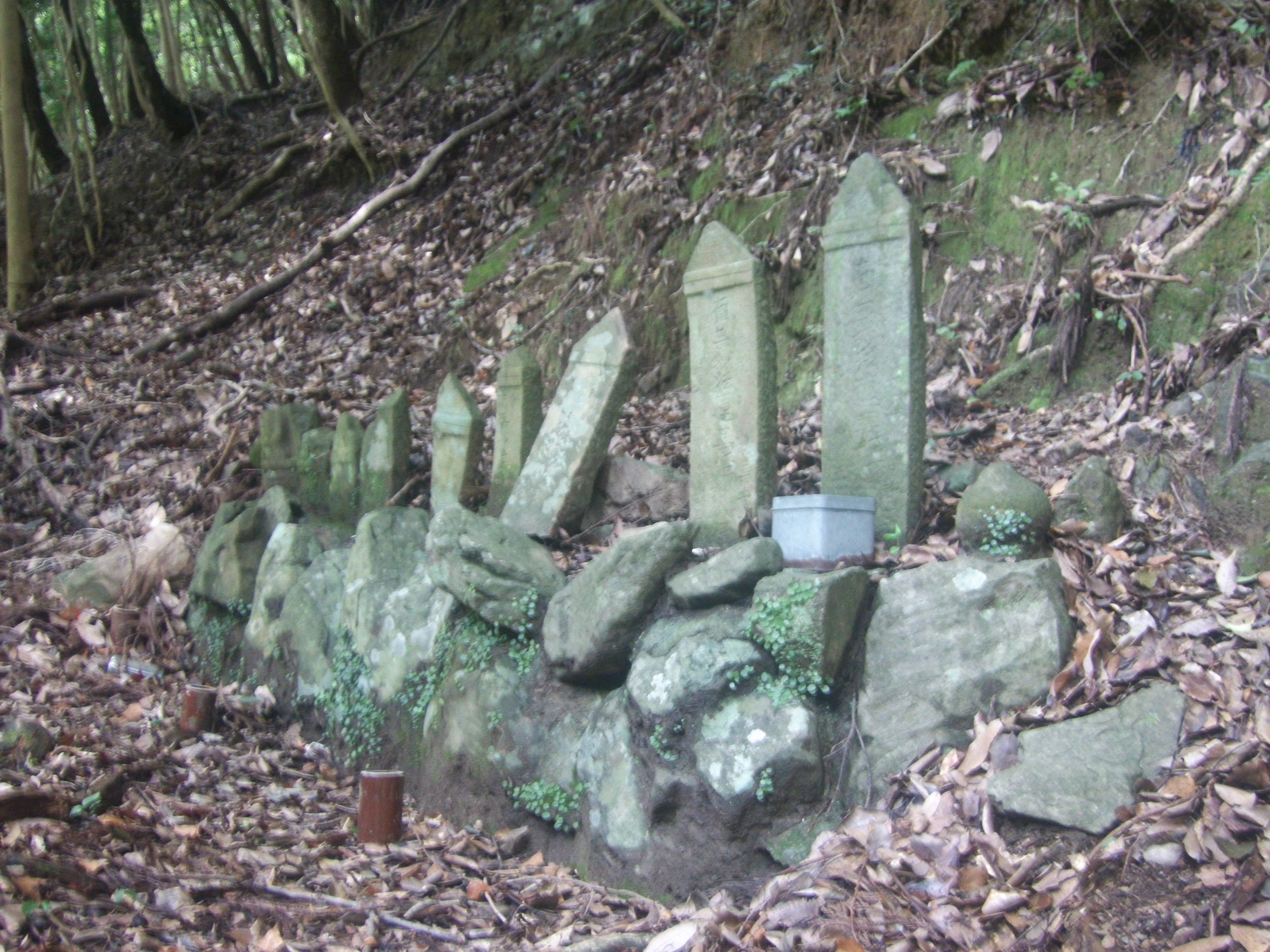
Itabi (stenen stele)
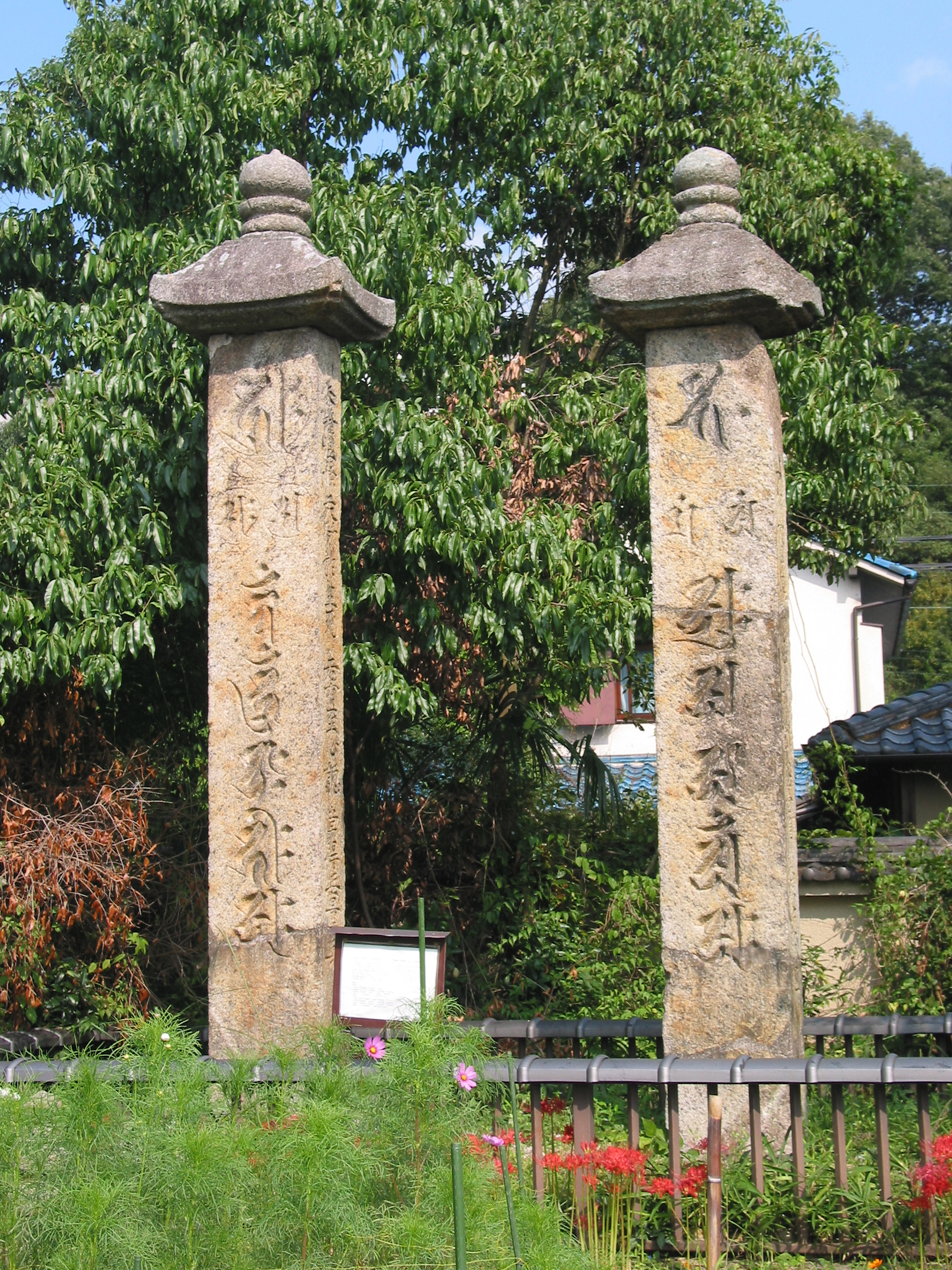
Kasatōba (stenen pagode)
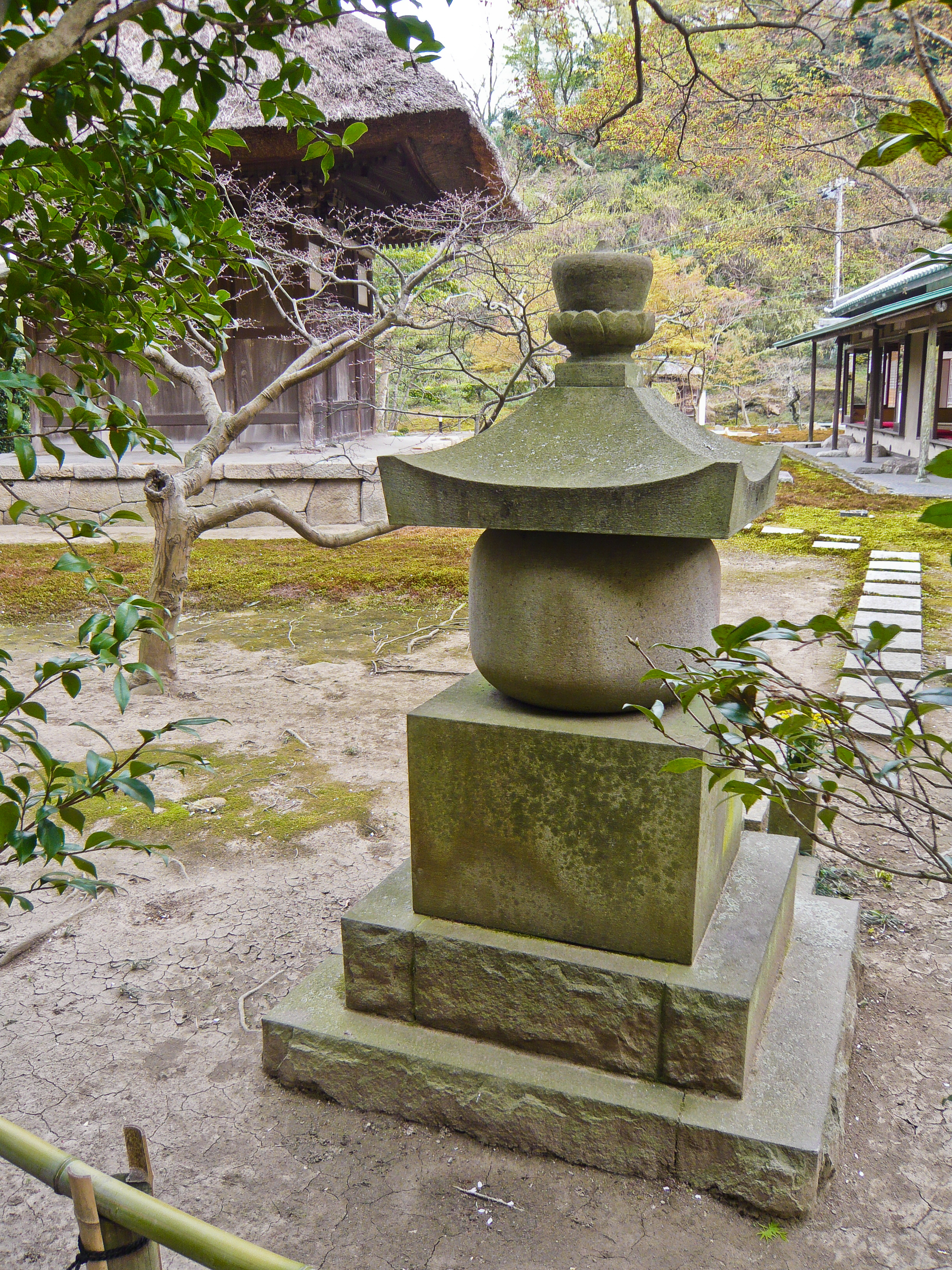
Gorintō (stenen pagode)
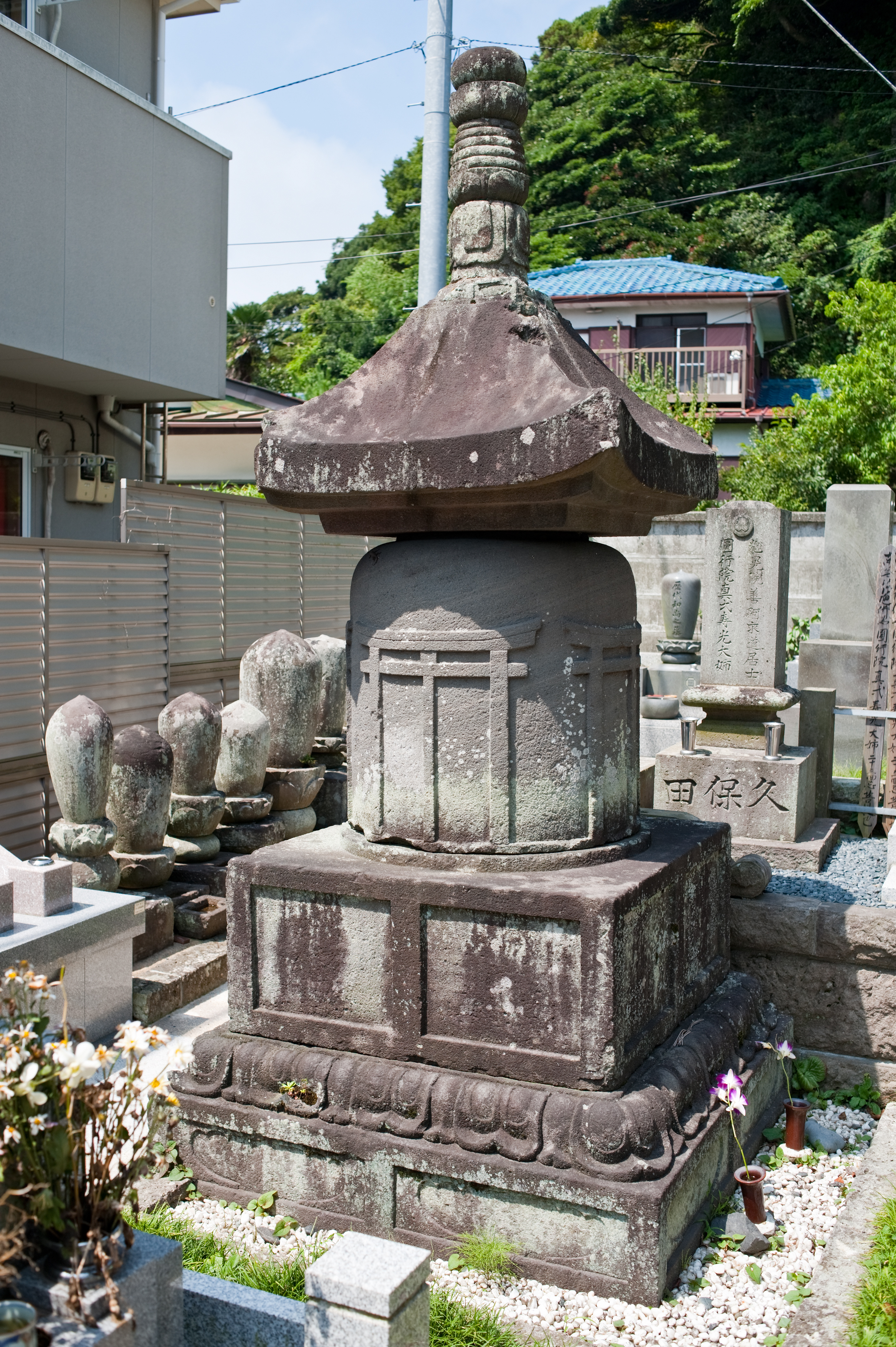
Hōtō (steen, midden) Muhōtō (steen, linksachter)
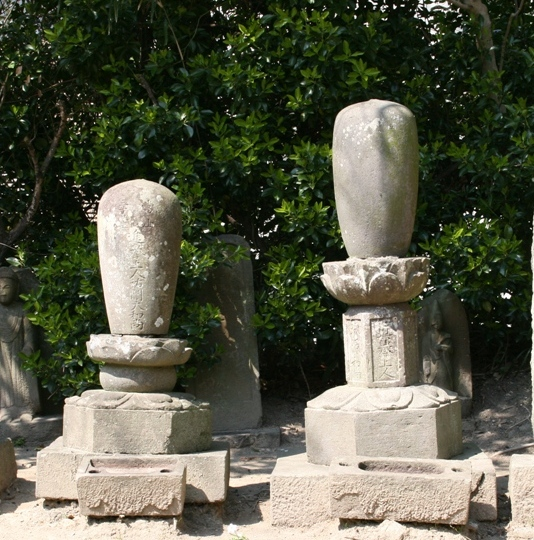
Muhōtō (stenen pagode)
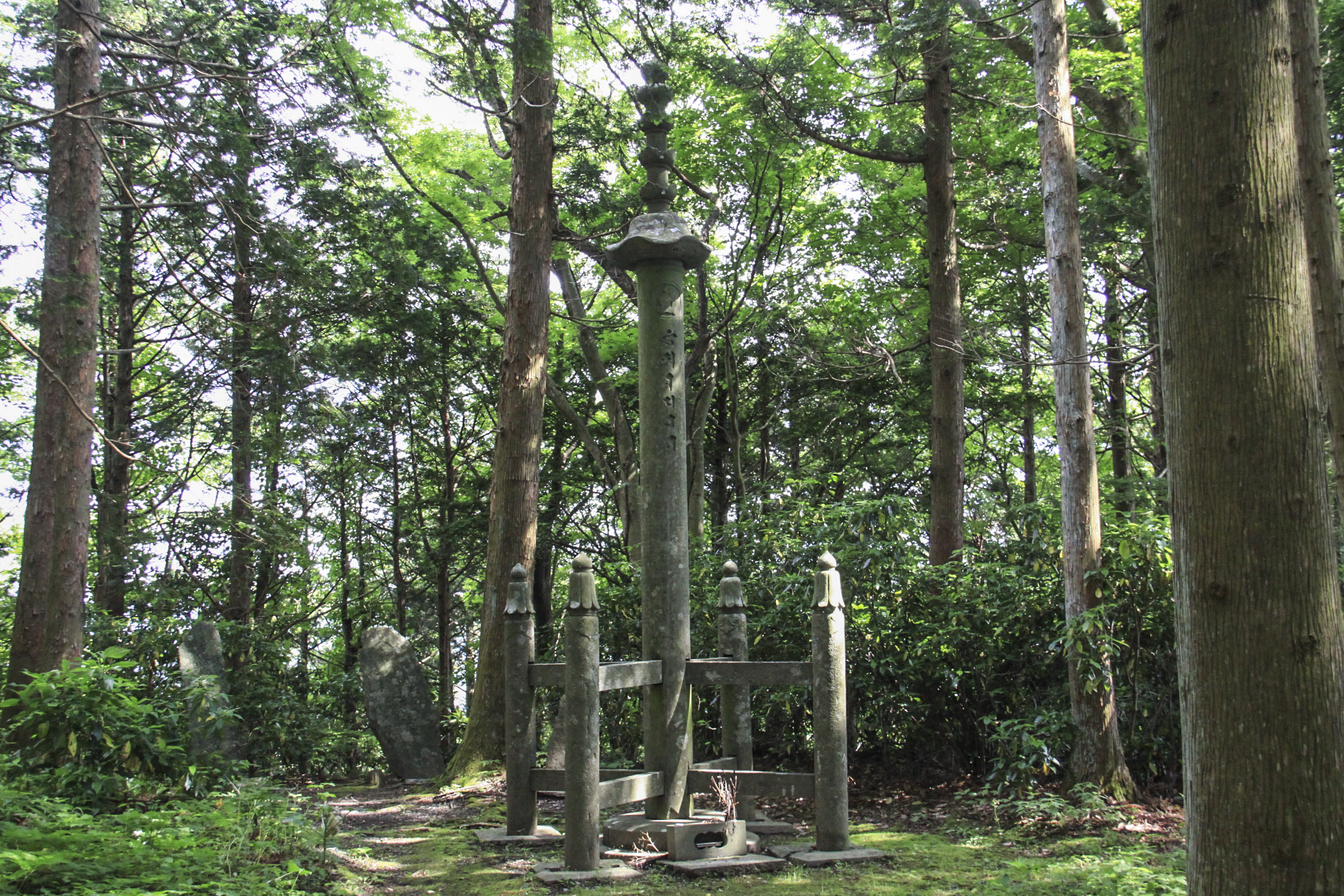
Sorintō (stenen pagode)
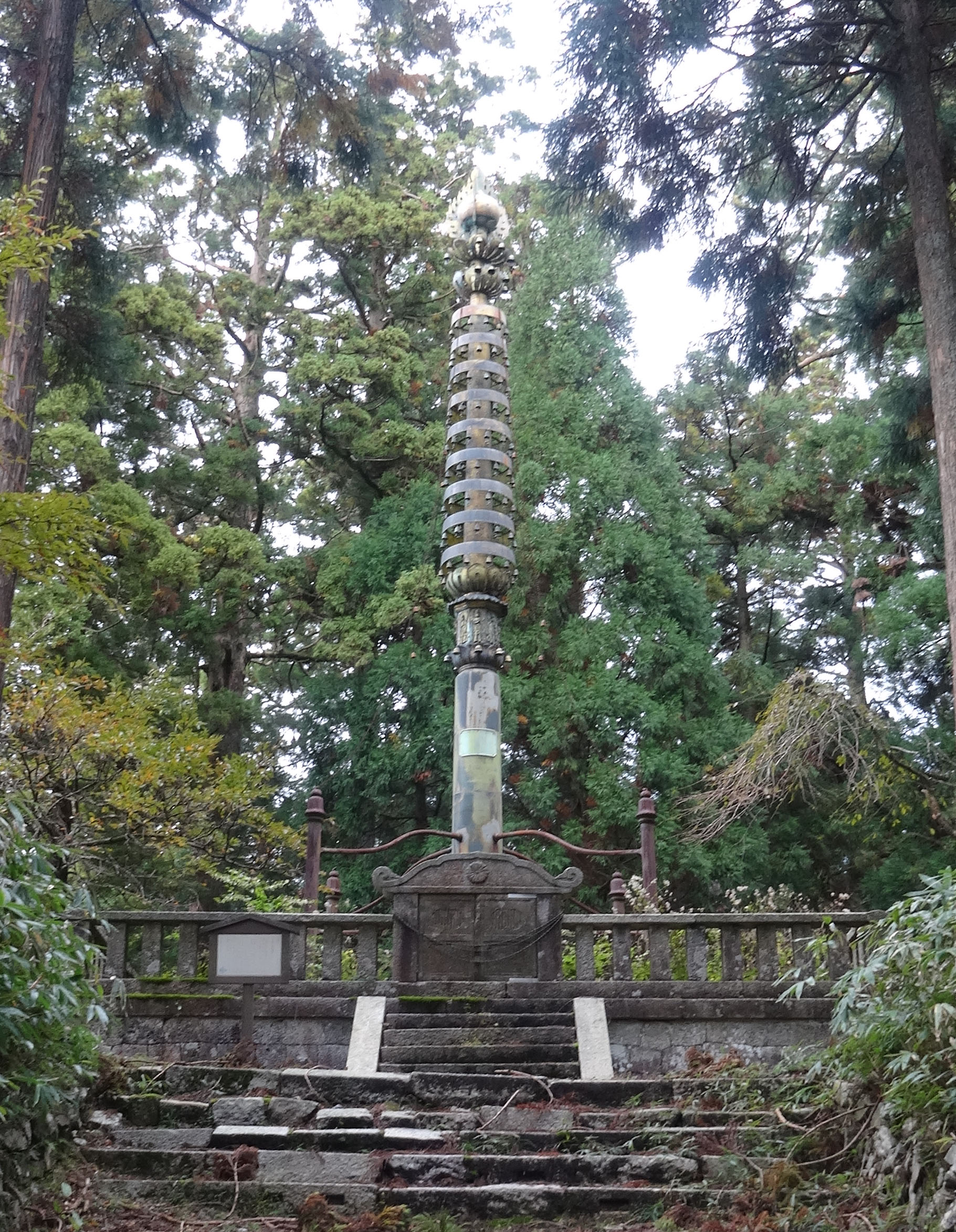
Sōrintō (metalen pagode).
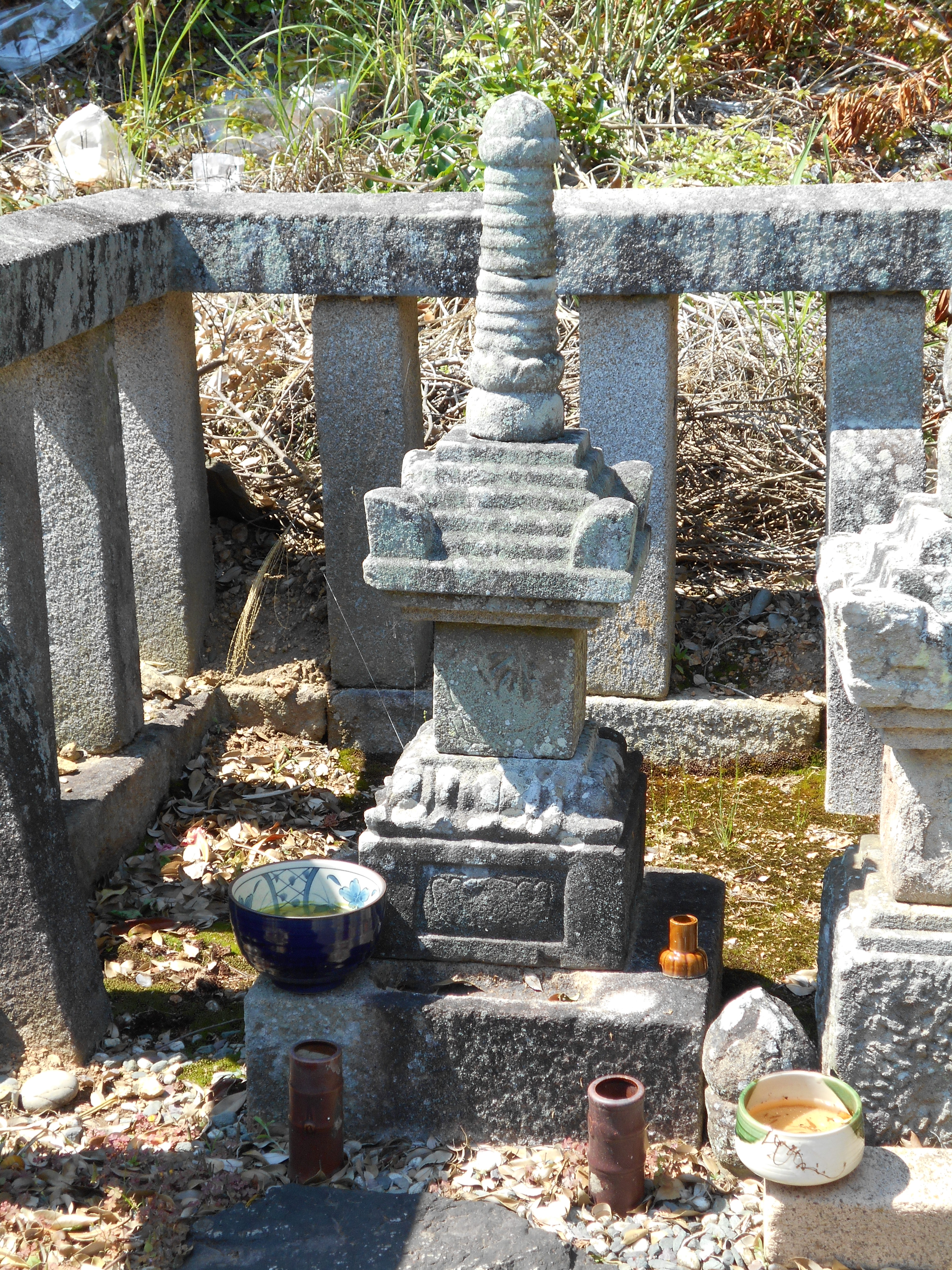
Hōkyōintō (stenen pagode)
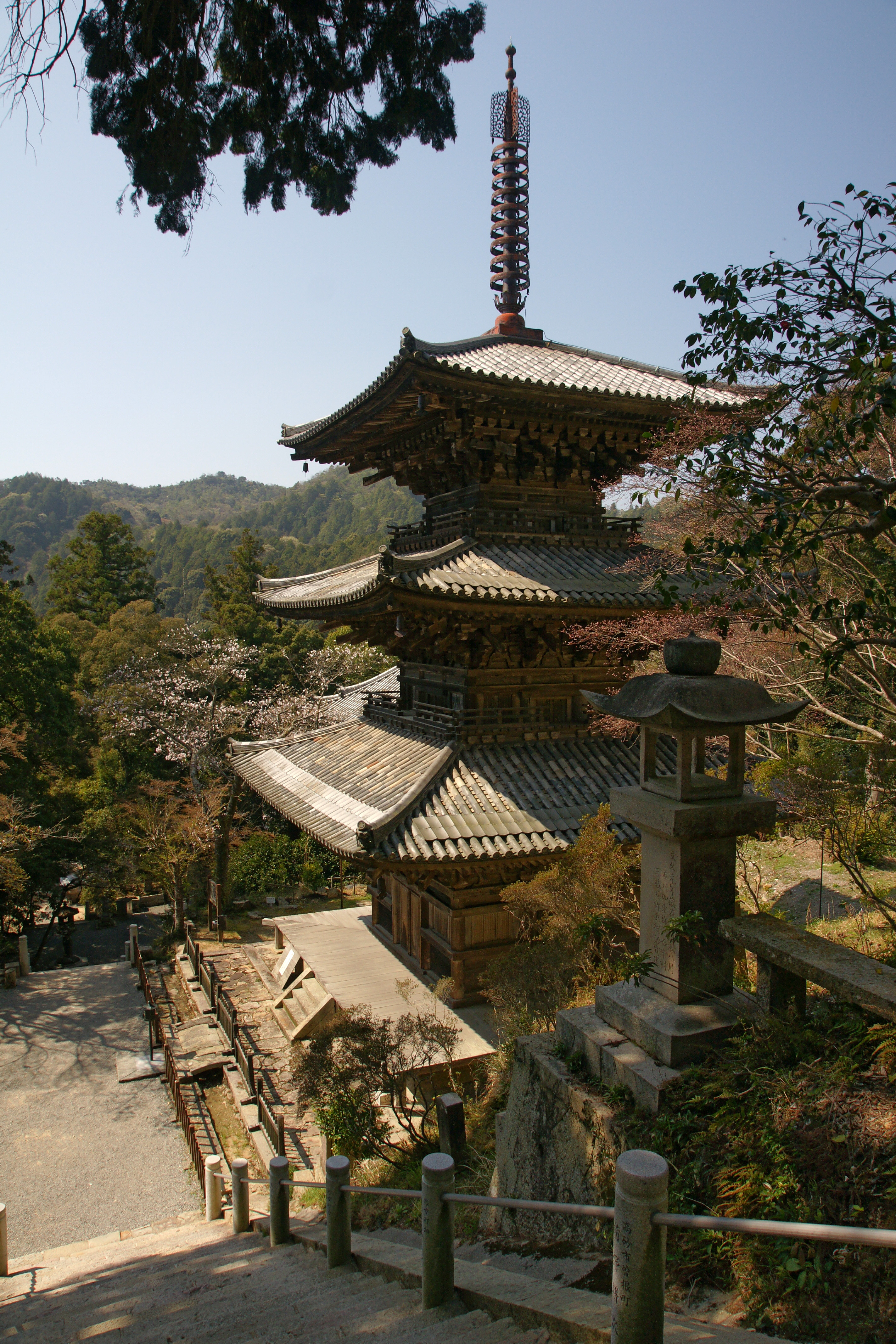
Sanjū-no-tō (houten drie-etages pagode)
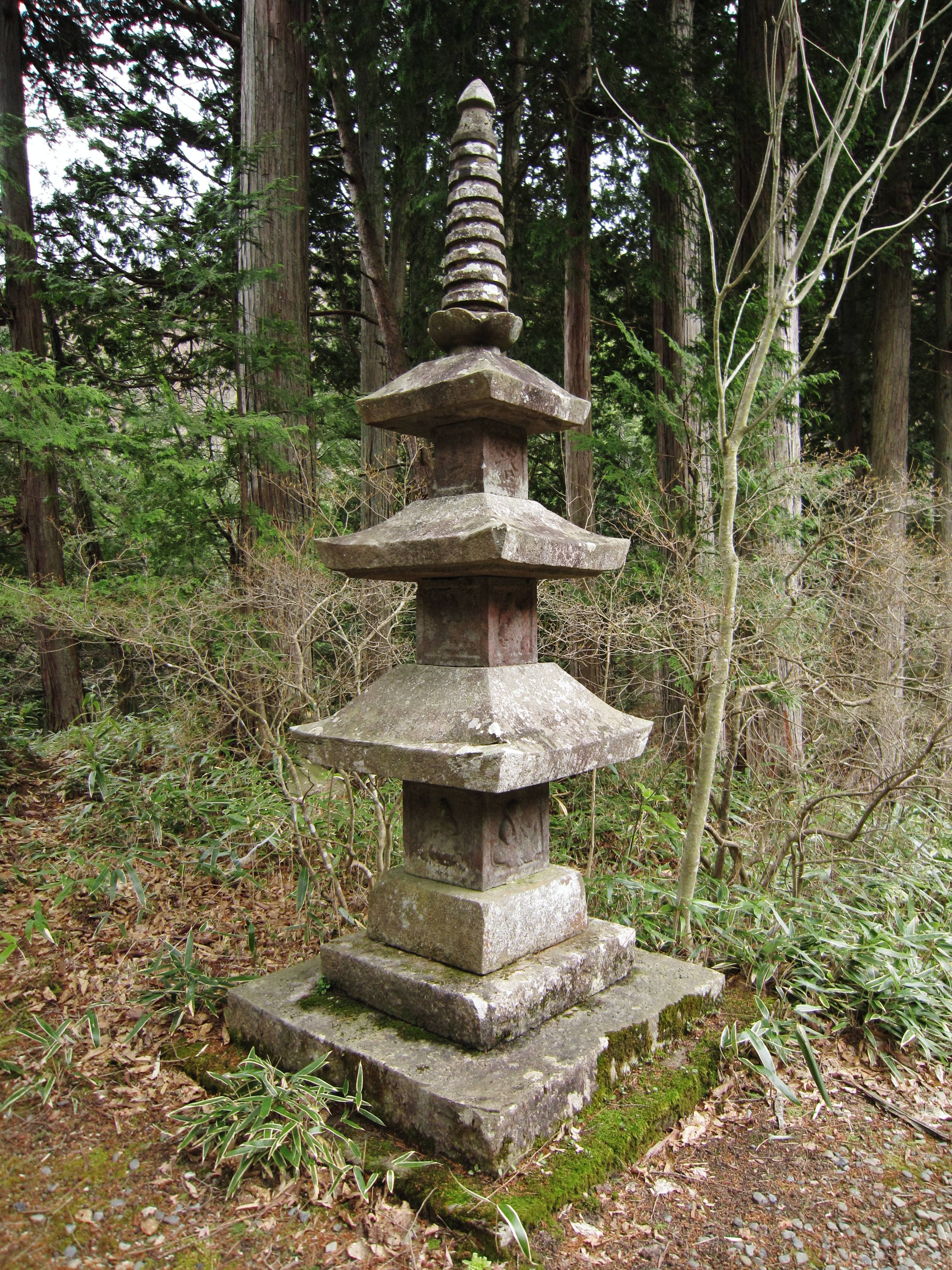
Sanjū-no-tō (stenen drie-etages pagode)
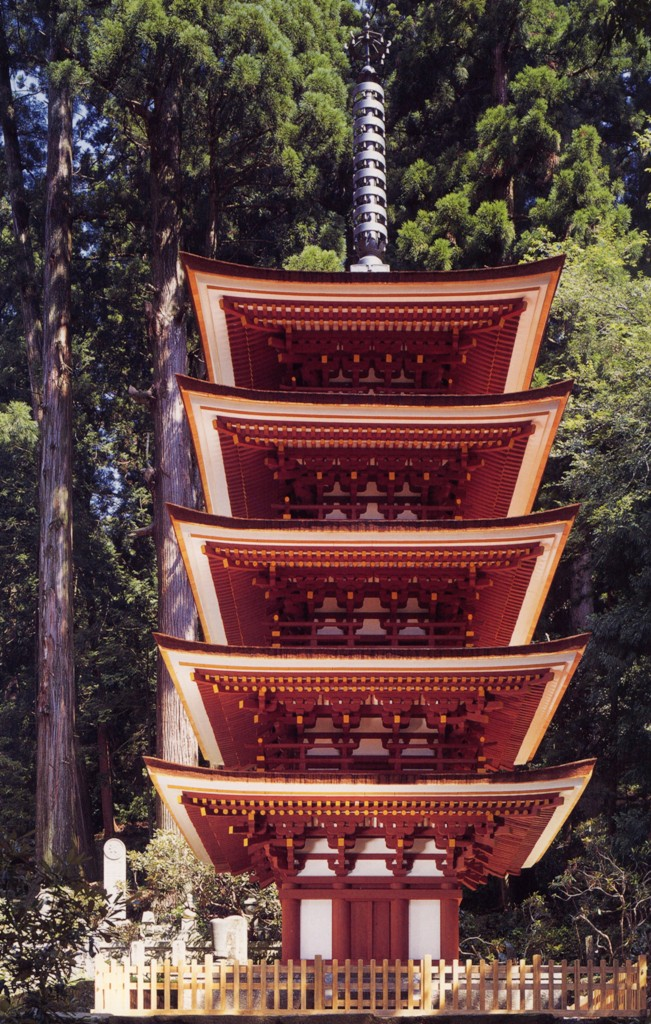
Gojū-no-tō (vijf-etages pagode)
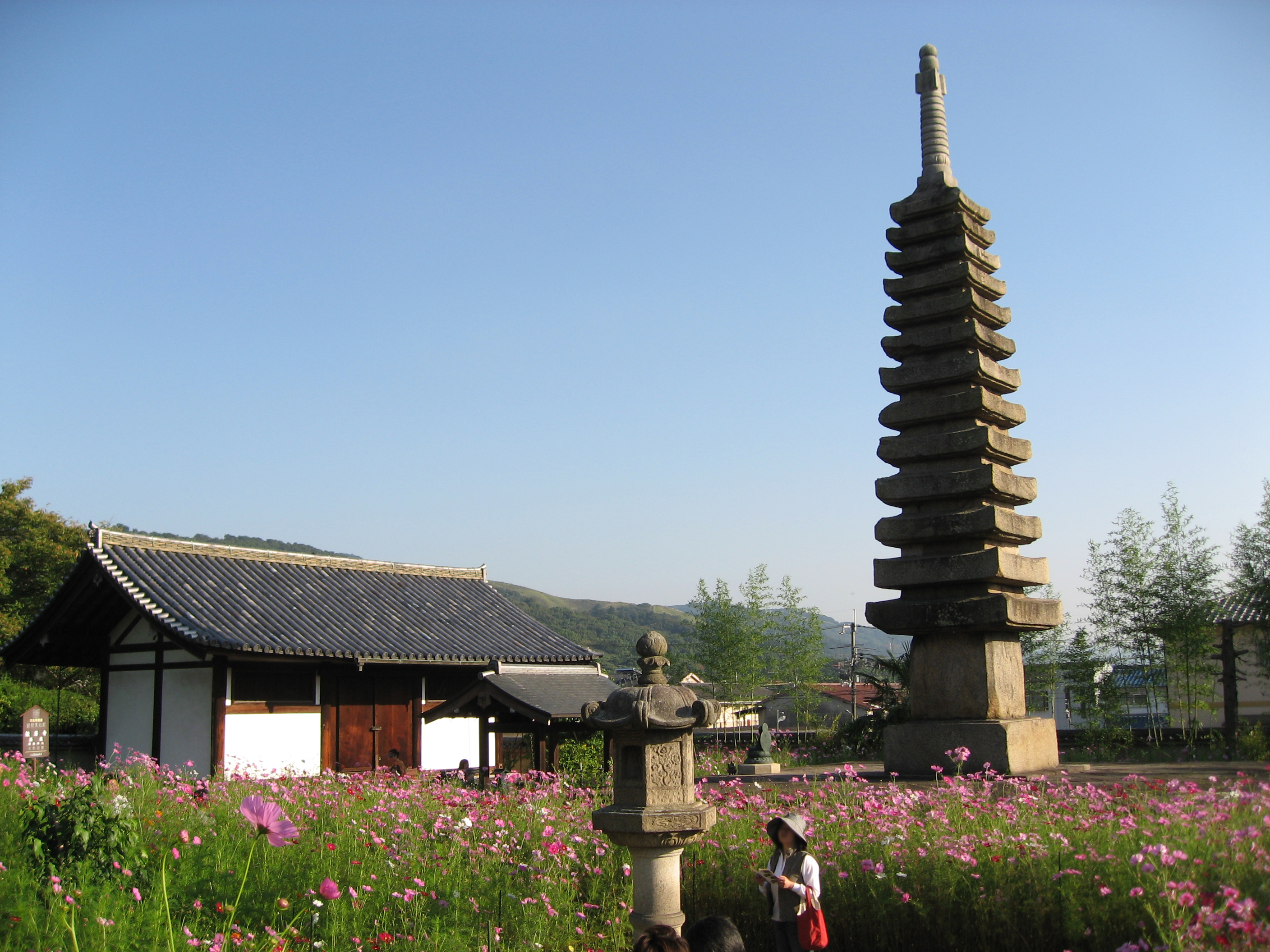
Tasōtō (stenen pagode, 13 etages)
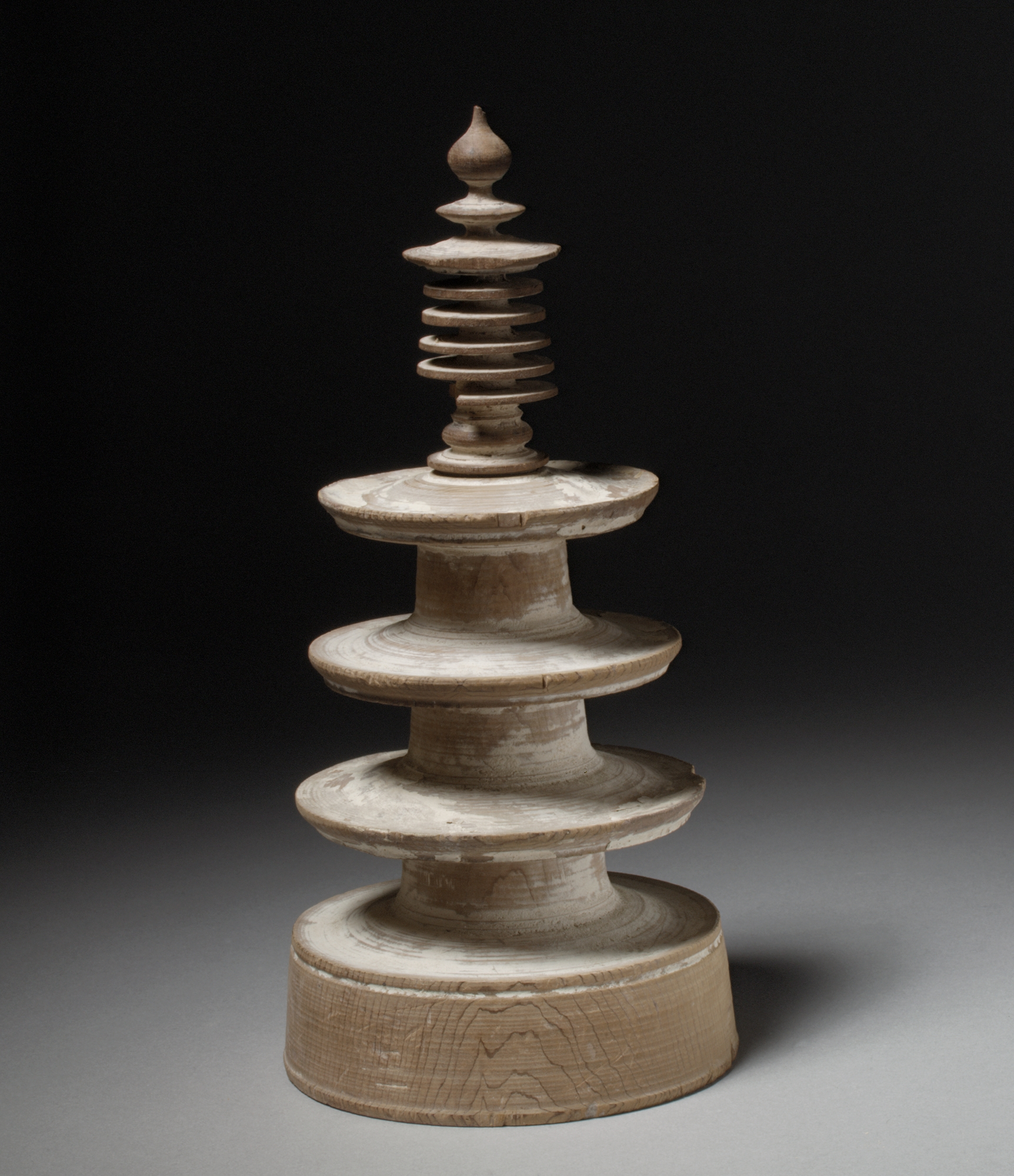
Hyakumantō (houten miniatuur)

## Sekitō- stenen pagodes
Sekitō, sekidō of ishitō ( 石幢, 石塔, せきとう) is een generieke Japanse term voor van steen gemaakte pagodes of stoepa's. Ze zijn meestal gemaakt van materialen zoals apatiet of graniet, zijn veel kleiner dan houten en zijn fijn gesneden. Vóór de Kamakuraperiode (1185 – 1333) werd het zachte tufsteen gebruikt, maar tijdens de Kamakuraperiode werd graniet gebruikelijker.
Vaak dragen ze sanskriet-inscripties, boeddhistische beeldjes en Japanse maankalender-datums (nengō). De stenen pagodes met meerdere etages zijn vaak gewijd aan Boeddha en hebben geen betreedbare ruimte, en sommige hebben ruimte om een heel klein beeld te plaatsen. Reliëfs van Boeddha zijn vaak gesneden op de schacht van het eerste laag. Zelden worden in alle ruimtes tussen de lagen, waar deze op grote afstand van elkaar staan, reliëfs of Sanskriet-karakters gesneden. De hoogste bestaande stenen pagode heeft 13 lagen (14,12 m) en staat in Hannya-ji (1253) in Nara.
Evenals houten pagodes, hebben stenen pagodes vrijwel altijd een oneven aantal etages. Net als houten zijn ze meestal te classificeren op basis van het aantal etages als tasōtō of hōtō, maar er zijn echter enkele stijlen die bijna nooit in hout te zien zijn, zoals de gorintō, de hōkyōintō, de kasatōba en de muhōtō.
| Sekitō - Voorbeelden stenen pagodes met hun onderdelen |
| ------------------------------------------------------ |
| - Gorintō - Hōkyōintō - Muhōtō en rantō                |

### Tasōtōoftajūtō
Op een paar zeer zeldzame uitzonderingen na, hebben tasōtō (ook wel tajūtō, 多層塔 genoemd) een oneven aantal etages, gewoonlijk tussen drie en dertien. [9] Ze zijn meestal minder dan drie meter hoog, maar ze kunnen af en toe veel groter zijn. De hoogste nog bestaande is een 13 verdiepingen tellende pagode bij Hannya-ji in Nara, die 14,12 m is. Ze zijn vaak gewijd aan Boeddha en bieden geen bruikbare ruimte, maar sommige hebben een kleine ruimte binnenin met een heilig beeld. In het oudste nog bestaande exemplaar, terwijl de rand van elke verdieping evenwijdig aan de grond is, is elke opeenvolgende verdieping kleiner dan de volgende, wat resulteert in een sterk schuine curve. Meer moderne tasōtō de neiging om een minder uitgesproken curve.
Tasōtō is een pagode met meer verdiepingen. Er zijn verschillende typen:
- Tahōtō met twee verdiepingen
- Sanjū-no-tō met drie verdiepingen
- Gojū-no-tō met vijf verdiepingen
- met zeven, negen of meer verdiepingen, tot
- Jūsanjū-no-tō, met dertien verdiepingen

| Tasōtō                                                                                |
| ------------------------------------------------------------------------------------- |
| - Hayato-zuka, drie gojū-no-tō - Gojū-no-tō, hout - Gojū-no-tō, steen - Jūsanjū-no-tō |

### Hōtō
Een hōtō (宝塔, letterlijk: juweel stupa) is een pagode die uit vier delen bestaat: een lage eerste steen, een cilindrisch lichaam met een ronde bovenkant, een vierzijdig dak en een pinakel. In tegenstelling tot de vergelijkbare tahōtō (zie onderstaande sectie) heeft het geen gesloten luifeldak (mokoshi) rond zijn ronde kern. Net als de tahōtō dankt het zijn naam aan de boeddhistische godheid Tahō Nyorai.
De hōtō ontstond tijdens de vroege Heianperiode, toen de Tendai- en Shingon-sekten voor het eerst in Japan arriveerden. Omdat het inderdaad niet op het Aziatische continent voorkomt, wordt aangenomen dat het in Japan is uitgevonden. Vroeger bestond er hōtō op ware grootte, maar bijna alleen miniatuur overleven, meestal gemaakt van steen en / of metaal.
Bij een hōtō (letterlijk: schat-pagode) worden vier delen onderscheiden:
| Onderdelen van een hōtō van boven naar beneden: |        |        | |
| 1                                               | Sōrin  | (相輪) | een eindknop (pinakel), zelf ook weer samengesteld                                                   |
| 2.                                              | Kasa   | (笠)   | een vierzijdig schilddak of 'paraplu'                                                                |
| 3.                                              | Tōshin | (塔身) | een tonvormig lichaam ('schildpadbuik'), dat een inscriptie of afbeelding van een boeddha kan dragen |
| 4.                                              | Kiso   | (基礎) | een lage, rechthoekige funderingssteen, platform of fundament                                        |
| Stenen hōtō |
| --- |
| - Nanbu-herdenkingspagode (Voor links en rechts Shinzengata tōrō) - Mogelijke graf van Ashikaga Mochiuji. (Achteraan enkele muhōtō) - Hōtō te Ankokuron-ji, Kamakura. - Monument uit de 14e eeuw voor Rigen Daishi (Hōkaku-tempel) - Kaneiji pagodes - Graf van Tokugawa Iemochi - Een pagode bij de Iwazoji-tempel in Koriyama |

### Gorintō
De gorintō (五輪塔, letterlijk: vijf-ringen-pagode) is een pagode die bijna alleen in Japan te vinden is en waarvan wordt aangenomen dat deze voor het eerst werd geadopteerd door de Shingon- en Tendai-sekten tijdens het midden van de Heianperiode. Het wordt gebruikt als grafmonument of als een cenotaaf en is daarom een veelvoorkomend verschijnsel in boeddhistische tempels en op begraafplaatsen. Het wordt ook gorinsotōba (五輪卒塔婆) ("stupa met vijf ringen") of goringedatsu (五 輪 解脱) genoemd, waarbij de term sotōba een transliteratie is van het Sanskrietwoord stupa.
In al zijn variaties bestaat de gorintō uit vijf blokken (hoewel dat aantal soms moeilijk te herkennen is), elk met een van de vijf vormen die symbool staan voor de vijf elementen waarvan wordt aangenomen dat ze de fundamentele bouwstenen van de werkelijkheid zijn: Aarde (kubus), Water (bol), Vuur (piramide), Lucht (halve maan) en Ether, energie of Leegte (lotus). De laatste twee ringen (Lucht en Ether) zijn visueel en conceptueel verenigd in één subgroep.
| De onderdelen van gorintō van boven naar beneden: | De onderdelen van gorintō van boven naar beneden: | De onderdelen van gorintō van boven naar beneden: | De onderdelen van gorintō van boven naar beneden: | De onderdelen van gorintō van boven naar beneden: | De onderdelen van gorintō van boven naar beneden: | De onderdelen van gorintō van boven naar beneden: | De onderdelen van gorintō van boven naar beneden: |
| ------------------------------------------------- | ------------------------------------------------- | ------------------------------------------------- | ------------------------------------------------- | ------------------------------------------------- | ------------------------------------------------- | ------------------------------------------------- | ------------------------------------------------- |
| 1.                                                | 'Juweel'                                          |                                                   | kūrin                                             |                                                   | (空輪)                                            |                                                   | de ring van Ruimte of Geest                       |
| 2.                                                | Halve bol                                         |                                                   | fūrin                                             |                                                   | (風輪)                                            |                                                   | ring van Wind of Lucht                            |
| 3.                                                | Piramide                                          |                                                   | karin                                             |                                                   | (火輪)                                            |                                                   | Vuurring                                          |
| 4.                                                | Bol                                               |                                                   | suirin                                            |                                                   | (水輪)                                            |                                                   | Waterring                                         |
| 5.                                                | Kubus                                             |                                                   | chirin                                            |                                                   | (地輪)                                            |                                                   | Aardring                                          |
| Gorintō |
| --- |
| - Gorintō in Tsukubasan schrijn - Iwashimizu Hachimangu - Tongu - Een gorintō Mimizuka - Gorintō op een begraafplaats - Kunisakitō (met sōrin) - Horinji (Nishikyo-ku, Kyoto) (met sōrin) |

### Hōkyōintō
De hōkyōintō (宝篋印塔) is een middelgrote stenen pagode die zo genoemd wordt omdat hij oorspronkelijk de Hōkyōin (宝篋印) dharani (陀羅尼) sūtra bevatte. Het werd oorspronkelijk gebruikt als een cenotaaf voor de koning van Wuyue - Qian Liu in China.
Er wordt aangenomen dat de hōkyōintō- traditie in Japan is begonnen tijdens de Asukaperiode (550–710 CE). Ze werden gemaakt van hout en werden pas in de Kamakuraperiode in steen gemaakt. Het is ook in deze periode dat ze begonnen te worden gebruikt als grafmonumenten en cenotaven. De hōkyōintō werd gemaakt in zijn huidige vorm tijdens de Kamakuraperiode. Net als een gorintō is het verdeeld in vijf hoofdgedeelten die de vijf elementen van de Japanse kosmologie vertegenwoordigen. De sūtra die hij soms verbergt, bevat alle vrome daden van een Tathagata Boeddha en de gelovigen geloven dat door voor de hōkyōintō te bidden, hun zonden zullen worden geannuleerd, gedurende hun leven zullen ze worden beschermd tegen rampen en na de dood zullen ze naar de hemel gaan.
| De onderdelen van hōkyōintō van boven naar beneden zijn gewoonlijk: | De onderdelen van hōkyōintō van boven naar beneden zijn gewoonlijk: | De onderdelen van hōkyōintō van boven naar beneden zijn gewoonlijk: | De onderdelen van hōkyōintō van boven naar beneden zijn gewoonlijk: | De onderdelen van hōkyōintō van boven naar beneden zijn gewoonlijk:              | De onderdelen van hōkyōintō van boven naar beneden zijn gewoonlijk: | De onderdelen van hōkyōintō van boven naar beneden zijn gewoonlijk: |
| ------------------------------------------------------------------- | ------------------------------------------------------------------- | ------------------------------------------------------------------- | ------------------------------------------------------------------- | -------------------------------------------------------------------------------- | ------------------------------------------------------------------- | ------------------------------------------------------------------- |
| –                                                                   | Sōrin                                                               | Sōrin                                                               | 相輪                                                                | een pinakel op de top van het dak, bestaande uit:                                |                                                                     |                                                                     |
|                                                                     | …                                                                   | hōju of hōshu                                                       | 宝珠                                                                | het 'juweel'                                                                     |                                                                     |                                                                     |
|                                                                     | …                                                                   | ukebana                                                             | 受花                                                                | de 'ontvangende bloem', een krans van lotus-bloemblaadjes                        |                                                                     |                                                                     |
|                                                                     | …                                                                   | kūrin of hōrin                                                      | 空輪, 宝輪                                                          | met een meestal oneven aantal ringen                                             |                                                                     |                                                                     |
|                                                                     | …                                                                   | ukebana {                                                           | 受花, 請花, 受華, 請華, 請華                                        | de 'ontvangende bloem', een krans van lotus-bloemblaadjes                        |                                                                     |                                                                     |
|                                                                     | …                                                                   | kakikubi                                                            | 欠首                                                                | een dunnere hals                                                                 |                                                                     |                                                                     |
| …                                                                   | Fusebachi                                                           | Fusebachi                                                           | 伏鉢, 覆鉢                                                          | in de vorm van een omgekeerde rijstkom                                           |                                                                     |                                                                     |
| 1                                                                   | Kasa of yane                                                        | Kasa of yane                                                        | 笠, 屋根                                                            | vierhoekige 'paraplu' of dak                                                     |                                                                     |                                                                     |
|                                                                     | …                                                                   | roban                                                               | 露盤                                                                | een hoekige of ronde doosvorm op de top van het dak                              |                                                                     |                                                                     |
|                                                                     | …                                                                   | mimikazari                                                          | 耳飾                                                                | de kenmerkende vleugels op de hoeken van het dak                                 |                                                                     |                                                                     |
| 2                                                                   | Tōshin of dōshin                                                    | Tōshin of dōshin                                                    | 塔身, 幢身                                                          | het pagodelichaam, de zuil, eventueel met inscripties of reliëfs van een boeddha |                                                                     |                                                                     |
| 3                                                                   | Kiso                                                                | Kiso                                                                | 基礎                                                                | de sokkel                                                                        |                                                                     |                                                                     |
|                                                                     | …                                                                   | kaeribana of kaeribanaza                                            | 反花座                                                              | een omgekeerde krans van lotus-bloembladen                                       |                                                                     |                                                                     |
|                                                                     | …                                                                   | kidan                                                               | 基壇                                                                | de ondergrond                                                                    |                                                                     |                                                                     |
| Hōkyōintō |
| --- |
| - Hōkyōintō in Hosenji-tempel in Kurume, Fukuoka - Hōkyōintō in Koshu-ji - Jikōji (Tempel van het Licht van Mededogen) hōkyōintō - Mizumadera hōkyōintō - Twee hōkyōintō met Boeddha-reliëfs - Hyakusai-ji (Higashiōmi, prefectuur Shiga) |

### Muhōtōenrantō

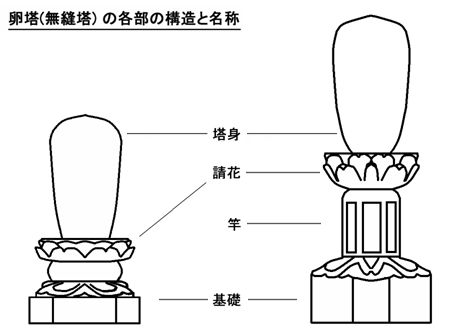
schema

Muhōtō (無縫塔 of 無方塔, letterlijk: naadloze toren), kaisantō of rantō (卵塔 of 蘭塔, letterlijk: eier-toren) is een type eivormige pagode, die het graf markeert van een boeddhistische priester. De muhōtō werd oorspronkelijk alleen door de Zen-scholen gebruikt, maar werd later ook door de anderen overgenomen. Het karakteristieke eivormige bovenste gedeelte wordt verondersteld een fallisch symbool te zijn.
De muhōtō heeft twee hoofdvormen: één type heeft een eivormig pagode-lichaam (tōshin), dat direct rust op een ring van lotusbloemblaadjes (ukebana). Dit wordt ondersteund door een vrij hoge achthoekige basis (kiso), met een lotusmotief dat elk van de acht facetten siert. Het tweede type muhōtō heeft een zeshoekige basis met twee treden met de bovenste trede kleiner dan de onderste. Deze zeshoekige treden zijn verfraaid met gestileerde lotuspatronen in reliëf. Een zeshoekige schacht rijst op uit de bovenste basissteen en deze wordt op zijn beurt bedekt door een vierkante kroonlijst. Daarbovenop staat een dubbele rij lotusblaadjes met daarop het eivormige symbool.
| Muhōtō, kaisantō, rantō |
| --- |
| - Naadloze pagode - Begraafplaats in Hyogo - Engaku-ji muhōtō - Graf van Vrouwe van Kasuga (Kasuga no Tsubone, 1579 – 1643) - Dayao Baita of Taiyao Witte Pagode, de grootste naadloze pagode |

### Kasatōba
Een kasatōba (笠塔婆, paraplu-stupa) is een type sekihi (石匕, せきひ): een stenen grafmonument, grafsteen of pagode. Een kasatōba heeft een vierkante pagodelichaam of schacht (tōshin), geplaatst op een ruw gehouwen, vierkante basissteen (kiso, 基礎). De schacht (tōshin, 塔身) kan inscripties vertonen met Sanskriet-karakters of, op het bovenste gedeelte, reliëfbeelden van boeddhistische goden. Een piramidevormige deksteen aan de bovenkant heeft de vorm van een dak (kasa, 笠). Bovenop het dak of tussen de rand en het bovenste ornament bevindt zich een druppel- of uivormige hōju (宝珠).
| De onderdelen van kasatōba van boven naar beneden: | De onderdelen van kasatōba van boven naar beneden: | De onderdelen van kasatōba van boven naar beneden: | De onderdelen van kasatōba van boven naar beneden:       |
| -------------------------------------------------- | -------------------------------------------------- | -------------------------------------------------- | -------------------------------------------------------- |
| 1                                                  | hōju                                               | 宝珠                                               | bovenop staat een bolvormige sierornament, als een piron |
| 2                                                  | kasa                                               | 笠                                                 | een piramidaal deksteen of dakje                         |
| 3                                                  | tōshin                                             | 塔身                                               | pagodelichaam of schacht                                 |
| 4                                                  | kiso                                               | 基礎                                               | een sokkel of basis                                      |
| Kasatōba |
| --- |
| - Zushi kasatōba - Twee kasatōba, Hannya-ji, prefectuur Nara (Kamakuraperiode) - Uchiguitoge Kasatoba, Agi Nakatsugawa, prefectuur Gifu - Kasatōba, Ryodenji, Nakatsugawa, prefectuur Gifu |

### Itabi- steles, plaatmonumenten
Itabi (笠塔婆), itaishi sotōba, itaishi tōba (板石塔婆), ao-ishi tōba is een type sekihi (石匕, せきひ): een stenen grafmonument, grafsteen of pagode in de vorm van een afgeplatte stele. Het is een Japanse stenen stele of 'plaatmonument' van diverse vormen, zonder of met een nauwelijks aangeduid klein dakje. Een itabi is voorzien van karakters, een tekst of reliëfs. Deze kan een min of meer vlakgemaakte plak van een blok graniet zijn (een 'naamkaart-plaatmonument', される名札碑), of een zuilvormig bewerkte stele. Er zijn twee groeven uitgesneden tussen het pagode-lichaam en de piramidaal gevormde top. De laatste kunnen een overgang vormen met de kasatōba.
| Steles en stenen plaatmonumenten, sekihi (石匕, せきひ, 石碑) |
| --- |
| - Itabi, Zuhaku-shonin-nyujyotsuka, Katori - Itabi, Odawara, Kanagawa (1334) - Itabi, Kamakura Zaimokuza - Fujiage pagode. Agi Nakatsugawa, Gifu - Pagodes in Sanahara (Agi Nakatsugawa, prefectuur Gifu, Japan) - Iwamura pagode te Agi Nakatsugawa, Gifu - Kawai Enkei Hi - Itabi, Tabata, Kita, Tokyo - Itabi (stele) - Tenmangu-ikeda |

### Sōrintō

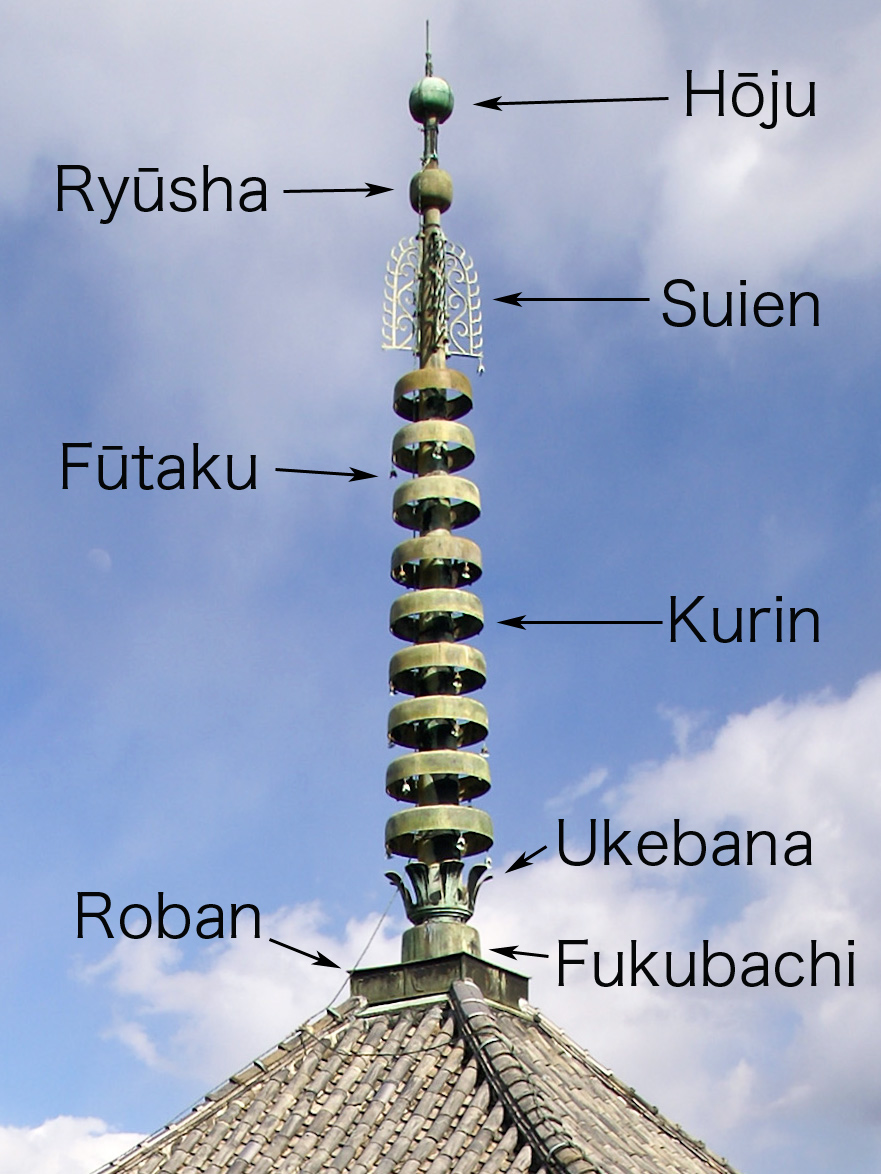
Onderdelen van een sōrin

De sōrintō (相輪橖) is een soort kleine pagode die alleen uit een zuil (sao) en een sōrin bestaat. De pagode is een verzelfstandigde vorm van de sōrin. Een sōrin is te vinden op het dak van veel andere typen pagoden, zoals de sanjū-no-tō en de gojū-no-tō. Sōrintō 相輪塔, 相輪橖, （そうりんとう）, ook wel Siwa-pagode genoemd. Het woord tō in sōrintō betekent niet alleen 'pagode' maar ook 'toren'.
Een sōrin (相輪) is de (met een pinakel vergelijkbare) spits of eindknop op een pagode, de verticale as, die echter meestal gebruikt als decoratie die uit de top van een pagode omhoog steekt.
| De onderdelen van sōrintō van boven naar beneden: | De onderdelen van sōrintō van boven naar beneden: | De onderdelen van sōrintō van boven naar beneden: |
| ------------------------------------------------- | ------------------------------------------------- | ------------------------------------------------- |
| hōju                                              |                                                   | 'heilige juweel'                                  |
| ryūsha                                            |                                                   | 'drakenwiel'                                      |
| suien                                             |                                                   | 'watervlam'                                       |
| sakkan                                            |                                                   | kolom, met:                                       |
| … fūtaku                                          | … fūtaku                                          | windklokjes                                       |
| … kurin                                           | … kurin                                           | negen ringen                                      |
| ukebana                                           |                                                   | 'ontvangende bloem'                               |
| fukubachi                                         |                                                   | omgekeerde komvorm                                |
| roban                                             |                                                   | 'dauwbekken'                                      |
De sōrin en de sōrintō is gemaakt van metaal (brons of ijzer) en staat dan boven een houten pagode of staat zelfstandig als een pagode, of is uitgesneden in een stenen pagode (sekitō). De sōrin bestaat meestal uit verschillende delen: aan de basis zijn het doosvormige 'dauwbekken' en daarop de omgekeerde komvorm; hierboven staat een zuil met negen ringen die voorzien kunnen zijn van klokjes, met daar weer boven de 'watervlam'; daarboven is het 'drakenwiel', bekroond met het bol- of druppelvormige 'heilige juweel' of hōju. Metalen sōrintō zijn gedailleerder in hun uitwerking, op stenen pagodes zijn niet alle genoemde onderdelen aanwezig.
| Sōrintō |
| --- |
| - Een sorintō bij Hitsujisaki jinja - Sōrintō, waar de ringen zijn voorzien van windklokjes (fūtaku). - LACMA - Rinno Temple - Sairen-ji Temple in Namegata - Sōrintō bij Dazaifu Temman schrijn - Hitsujisaki jinja - Murōji gojū-no-tō met op de top van het dak een sōrin |

## Mokutō- houten pagodes

### Tasōtō
Houten tasōtō (多層塔) zijn pagodes met een oneven aantal etages. Sommigen lijken misschien een even getal vanwege de aanwezigheid tussen etages van puur decoratieve gesloten pentaken, mokoshi genaamd. Een beroemd voorbeeld is de oostelijke pagode van Yakushi-ji, die er zes etages lijkt te hebben, maar heeft er eigenlijk maar drie. Een andere is de tahōtō, die één verdieping heeft, plus een mokoshi onder het dak, en daarom twee verdiepingen lijkt te hebben. Er bestonden exemplaren met zeven of negen verdiepingen, maar alle bestaande hebben er drie (en worden daarom sanjū-no-tō genoemd (三重塔, letterlijk: pagode met drie verdiepingen)) of vijf (en heten gojū-no-tō (五重塔, letterlijk: pagode met vijf verdiepingen).（Tanzan Jinja in Sakurai, Nara, heeft een pagode met dertien, die echter om structurele redenen wordt apart geclassificeerd en wordt niet beschouwd als een tasōtō.) De oudste pagode met drie verdiepingen staat in Nara's Hokki-ji en werd gebouwd tussen 685 en 706. De oudste nog bestaande pagode met vijf verdiepingen behoort tot Hōryū-ji en werd ergens in de Asukaperiode gebouwd (538 -710). De hoogste houten tasōtō behoort tot tō-ji, Kyoto. Het heeft vijf verdiepingen en is 54 m hoog.
Tasōtō is een pagode met meer verdiepingen:
- Tahōtō met twee verdiepingen
- Sanjū-no-tō met drie verdiepingen
- Gojū-no-tō met vijf verdiepingen
- met zeven verdiepingen

### Hōtō
Een houten hōtō is een zeldzaam type pagode dat uit vier delen bestaat: een lage eerste steen, een cilindrisch lichaam met een ronde bovenkant, een piramidevormig dak en een pinakel. In tegenstelling tot de vergelijkbare tahōtō (zie sectie hieronder) heeft het geen vierkant omsloten luifeldak (mokoshi) rond zijn cilindrische kern. Net als de tahōtō dankt het zijn naam aan de boeddhistische godheid Tahō Nyorai. De hōtō ontstond tijdens de vroege Heian-periode, toen de boeddhistische Tendai- en Shingon-sekten voor het eerst in Japan aankwamen.
| Stenen hōtō                                                                                                   |
| --- |
| - Hōtō te Ankokuron-ji, Kamakura. - details - Mogelijke graf van Ashikaga Mochiuji. (Achteraan enkele muhōtō) |

Oorspronkelijk waren er veel hōtō op ware grootte, maar bijna alleen miniatuur, meestal gemaakt van steen en/of metaal, hebben overleefd. Een goed voorbeeld van hōtō op ware grootte is te zien bij Ikegami Honmon-ji in Nishi-magome, Tokyo. De pagode is 17,4 meter hoog en 5,7 meter breed.

### Tahōtō
Tahōtō (多宝塔、たほうとう) of 'schatpagode' (dat wil zeggen: het stenen torenlichaam is cilindrisch en het houten dak heeft een vierkante piramidevorm), is een meestal stenen of een houten pagode met 2 etages.
Tahōtō is ontstaan uit de ronde, overdekte pagode genaamd hōtō (宝塔). De tahōtō is uniek door een even aantal etages (twee), de eerste is vierkant met een afgeronde kern, de tweede is rond. Deze stijl van tō is gemaakt rond de cilindrische basis van een hōtō met een vierkante, en een door een luifeldak (mokoshi) overdekte gang.
In de meeste tahōtō zijn er twee of vier cirkelvormige pijlers die het heiligdom markeren. Het is een vorm van Japanse pagodes die voornamelijk voorkomt in de esoterische Shingon- en Tendai-school van boeddhistische tempels. De ronde kern van de pagode heeft slechts één etage met zijn plafond onder de cirkelvormige, niet begaanbare tweede etage. Net als de tasōtō en de rōmon, biedt het ondanks zijn uiterlijk daarom alleen bruikbare ruimte op de begane grond.
Omdat het tahōtō-type noch in Korea, noch in China voorkomt, lijkt het aannemelijk dat het in Japan is ontstaan tijdens de Heian-periode (794 - 1185). De tahōtō was belangrijk genoeg om te worden beschouwd als een van de zeven onmisbare gebouwen (de zogenaamde shichidō garan) van een Shingon-tempel. Kūkai is zelf verantwoordelijk voor de bouw van de tahōtō op de berg Kōya's Kongōbu-ji.
| Tahōtō                                                                   |
| ------------------------------------------------------------------------ |
| - Fukusen-ji - Gayain - Honpo-ji - Minamihokke-ji - Nago-dera - Miyajima |

Gewoonlijk is de basis van een tahōtō 3- ken breed met vier hoofdondersteunende pilaren genaamd shitenbashira (四 天柱) op de hoeken (zie tekening). De kamer die de shitenbashira- vorm herbergt, herbergt een heiligdom waar de belangrijkste objecten van aanbidding (de gohonzon) zijn vastgelegd.

### Daitō
Groter, 5x5 ken tahōtō bestaan echter en worden daitō (大塔, letterlijk: grote pagode) genoemd vanwege hun afmetingen. Dit is het enige type tahōtō dat de oorspronkelijke structuur heeft behouden met een muur die de gang (mokoshi) van de kern van de structuur scheidt. Dit type pagode was gebruikelijk, maar van alle ooit gebouwde daitō zijn er nog maar drie over. Een daarvan is in de Negoro-ji van Wakayama, een andere in Kongōbu-ji, opnieuw in Wakayama, en de laatste in Kirihata-dera, de prefectuur Tokushima. DeDaito bij Kongōbu-ji werd opgericht door Shingon sekte 's Kūkai. Het exemplaar gevonden bij Negoro-ji (zie foto hierboven) is 30,85 meter hoog en een nationale schat.
| Daitō - grote paghode                                                                                      |
| --- |
| - Danjogaran Koyasan - Kirihata-ji - Koyasan danjyo garan konpon daito - Negoro-ji - Sanpo-ji Konpon daito |

### Sōtō- pagode met een oneven aantal etages
Sōtō (層塔) is een algemene naam voor elke Japanse houten pagode met meerdere, maar altijd een oneven aantal daken. Voorbeelden zijn de sanjū-no-tō (三重塔, 3 etages) en de gojū-no-tō (五重塔, 5 etages). Onderdelen van de Sōtō zijn:
- kiso 基礎, voetstuk, stenen basis
- tōshin 塔身, pagode-lichaam met Sanskriet karakter of reliëf van Boeddha
- sōrin 相輪, een pinakel

Een sōtō is samengesteld uit een oneven aantal overdekte etages, opgestapeld op een fundering (kiso), en bedekt met een eindknop (sōrin). Sōtō hebben meestal een lage rechthoekige stenen basis (kiso) met daarboven een groter, vierkant, stenen lichaam (tōshin) vaak met een afbeelding van de Boeddha of een Sanskriet-karakter. Boven de basis (kiso) en het lichaam reiken de meervoudige vierkante daken, waarop de eindknop (sōrin) staat. De grote, houten pagodes (mokutō, 木塔) hebben meestal drie (sanjū-no-tō, 三重塔) of vijf etages (gojū-no-tō, 五重塔). Stenen pagodes (sekitō, 石塔) kunnen ook zeven, negen en zelfs 13 etages omvatten. Kleine sōtō werden vaak gebruikt in tuinen uit de vroege Edoperiode (1603 – 1868) om de schilderachtige kwaliteiten van de tuin te vergroten, omdat hun schaal suggereert dat de tuin in feite een kleinschalig landschap is. De als tuinornamenten gebruikt sōtō zijn meestal gemaakt van steen.
Onder de sōtō die in tuinen worden gebruikt, hebben vele een open, gewelfde basis (kiso) en traditioneel heeft het een vierkante of gewelfde openingen, vensters om Chinese pagoden volledig te suggereren. De als tuinornament gebruikte sōtō zijn meestal gemaakt van steen. Deze tuinsōtō worden vaak kōraitō genoemd (高麗塔, letterlijk: Koreaanse torens). Door een opening in de zijkanten van een miniatuur sōtō te maken, kan het worden gemaakt in een soort stenen lantaarn (ishidōrō, 石灯籠), genaamd tōdōrō (塔灯籠).
Door in de zijkanten van een kleine sōtō een venster of opening (ensō) te maken, kan het tot een tōdōrō worden omgevormd, een soort stenen lantaarn van het type (ishidōrō).

#### Sanjū-no-tō- pagode met drie etages
Sanjū-no-tō (三重塔, letterlijk pagode met drie etages).
| Sanjū-no-tō |
| ----------- |
|             |

#### Gojū-no-tō- vijf verdiepingen tellende pagode
Gojū-no-tō (五重塔) is een grote houten pagode met vijf verdiepingen, meestal 3×3 traveeën in het vierkant met centrale traveeën die gebruikt worden als ingang. De hoeknissen hebben meestal een gepleisterde muur met verticale verticale raamstijlen (renjimado, 連子窓). Pagoden van dit type werden in de oude periode op een stenen podium (kidan) gebouwd en op een houten vloer ondersteund door palen die in latere periodes op basisstenen werden geplaatst. Na de Heianperiode werden er echter relatief weinig vijf etages tellende pagoden gebouwd. De etages boven de eerste bevatten alleen structurele onderdelen.
| Go-jū-no-tō |
| --- |
| - Achthoekige vijf-etages pagode (Restoration Pagoda) te Heiken-ji (Kawasaki Daishi) tempel. - Horyuji pagode: de oudste gojū-no-tō van Japan - Toji-pagode: de grootste gojū-no-tō van Japan, Edoperiode - Muroji tempel pagode: een kleine pagode uit de late Naraperiode tot de vroege Heianperiode - Daigoji pagode uit de Heianperiode |

### Itabōofsotōba
Vaak zijn grafgiften, itabō, itatōba, hiratōba, bantōba of pantapō, maar meestal ook sotōba (卒塔婆) genoemd, in de vorm van stroken hout met onderverdeling in vijven en bedekt met uitgebreide inscripties te vinden op Japanse begraafplaatsen. De inscripties bevatten sūtra en de postume naam van de overledene. Ze kunnen ook als pagodes worden beschouwd. Sotōba is de algemene naam voor elk type houten of stenen, van miniatuur klein (zoals hyakumantō) tot grote pagode of stoepa. De naam sotōba is afgeleid van het Sanskriet stūpa. Een stoepa is oorspronkelijk de bergplaats voor relieken afkomstig van Boeddha of zaken die daarnaar verwijzen. Sotōba wordt vaak ingekort tot sotō, tōba of tō, wat ook weer als achtervoegsel bij verschillende typen pagodes wordt gebruikt. Voorbeeld: kasatōba, waarin kasa betekent: paraplu of dak.
De term sotōba kan of stoepa betekenen, of een ander woord zijn voor itatōba:
1. Stoepa of sotōba is de algemene naam voor een gebouw, waarin boeddhistische relieken worden bewaard om ze te gedenken. In India en China worden als stoepa's aarde en stenen heuvels gemaakt en in Japan wordt het gecombineerd met hout. De naam "sotōba" is afgeleid van het Sanskriet stoepa, en de sotōba worden ook beschouwd als pagodes. Andere namen zijn: tō,  tōba.
2. Itatōba (letterlijk: plaat-pagode of -stoepa), itabō, bantapo of hiratōba[26] is de vaak in het Japanse boeddhisme op begraafplaatsen als grafgift gebruikte mini-pagode, die gebruikt wordt om de overledenen te herdenken. Itatōba heeft de vorm van een houten plank die een vijfdelige pagode gorintō imiteert, dus met een onderverdeling in vijven. Itatōba is overdekt met uitgebreide inscripties. Op de itatōba staan teksten, waarin onder andere vermeld staan de postume erenaam die de overleden heeft gekregen; de overlijdensdatum; soetra's, afhankelijk van de boeddhistische sekte en sanskriet-karakters, die de kosmologische elementen aangeven. wordt beschouwd als een kleine sotōba.

Itatōba is gemaakt in een vorm die in principe te vergelijken valt met een gorintō en de vijf boeddhistische kosmologische elementen vertegenwoordigen: Lucht of Leegte, Wind, Vuur, Water en Aarde van boven naar beneden. Elke itatōba heeft zo van boven naar beneden een gestileerd 'juweel', omgekeerde halve bol, een piramide, een bol en kubus.
| Itatōba, Itagōba, Itabō, Hiratōba, Bantōba, Pantapo (Sotōba) |
| --- |
| - Itatōba (sotōba) (met herkenbare vijfdeling) - Itatōba (sotōba), opgesteld achter graf - Itatōba (sotōba) - Itatōba (sotōba) bij graf van Kurosawa Akira - Itatōba, leunend tegen Gorintō |

### Hyakumantō
Hyakumantō (百万塔, 百万塔陀羅尼)  betekent "een miljoen pagodes". Het zijn kleine ronde houten votief-pagoden, die op een draaibank uit een enkel blok hout zijn vervaardigd voor de Japanse keizerin Kōken. In 770 werden deze miniatuur-pagodes naar de tien grote tempels gestuurd. Van deze miniatuur-pagoden zijn veel verdwenen, maar Hōryūji (法隆寺) in Nara bezit nog 43.900 in goede staat. De pagoden variëren in grootte. Sommige zijn minder dan 30 cm lang. In de pagode was een rol gedrukte tekst aanwezig. Deze rollen zijn met houten blokken of koperen platen bedrukt. Ze worden gerekend tot de oudste bestaande drukwerken ter wereld.
| Hyakumantō, een miljoen pagodes        |
| -------------------------------------- |
| - Hyakumantō Darani - Schema doorsnede |